# عملات تذكارية من الذهب والفضة باليورو (النمسا)

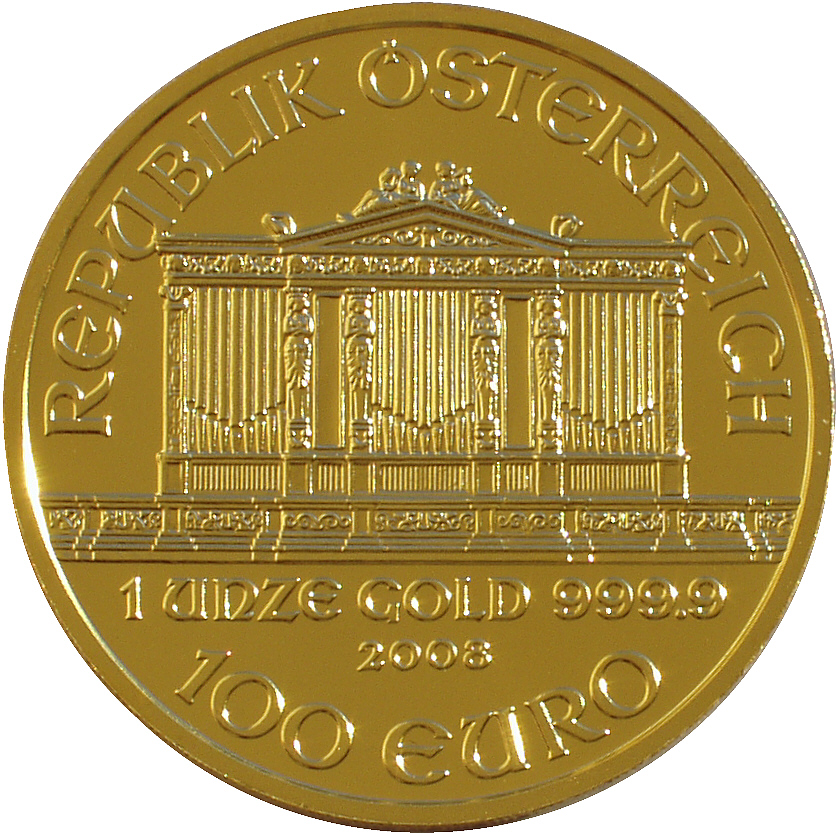
واجهة عملة ذهبية نمساوية

عملة سكة حديد سيمرينغ الألبية التي يعود تاريخها إلى 150 عامًا مصنوعة من النيوبيوم والفضة، تعود إلى عام 2004

العملات التذكارية الذهبية والفضية لليورو هي عملات يورو خاصة يقومون بسكها وإصدارها من قبل الدول الأعضاء في منطقة اليورو. تسك بشكل رئيسي من الذهب والفضة، على الرغم من استخدام معادن ثمينة أخرى أيضًا في مناسبات نادرة. وكانت النمسا واحدة من أول اثنتي عشرة دولة في منطقة اليورو التي أدخلت اليورو (€) في 1 يناير 2002. ومنذ ذلك الحين قامت دار سك العملة النمساوية بسك إصدارات عادية من العملات النقدية النمساوية باليورو (المخصصة للتداول) والعملات النقدية التذكارية باليورو من الذهب والفضة.
هذه العملات التذكارية هي عملة قانونية فقط في النمسا -على عكس الإصدارات العادية لعملات اليورو النمساوية- والتي تعتبر عملة قانونية في كل دولة من دول منطقة اليورو. وهذا يعني أن العملات التذكارية المصنوعة من الذهب والفضة لا يمكن استخدامها كعملة في بلدان أخرى. علاوة على ذلك ونظرًا لأن قيمتها الذهبية تتجاوز عمومًا قيمتها الاسمية، فإن هذه العملات المعدنية غير مخصصة للاستخدام كوسيلة للدفع على الإطلاق -مع أن هذا يظل ممكنًا حيث تكون أيضًا عملة قانونية-. ولهذا السبب عادة ما يطلق عليها اسم عملات جامعي التحف.
عادةً ما تُصدَر مثل هذه العملات احتفالاً بالذكرى السنوية للأحداث التاريخية. ويمكنهم أيضًا لفت الانتباه إلى الأحداث الجارية ذات الأهمية الخاصة. كما أن النمسا تسك أكثر من عشرة من هذه العملات المعدنية في المتوسط سنويًا -من الذهب والفضة والنيوبيوم- وتتراوح قيمتها الاسمية بين 1.50 يورو إلى 100 يورو (مع أنه في حالة استثنائية سكت 15 عملة معدنية بقيمة أسمية 100 ألف يورو في عام 2004).

## الخلاصة
اعتبارًا من 3 يوليو 2008 قاموا بسك ثمانين نوعًا من العملات التذكارية النمساوية: أحد عشر في عام 2002، واثني عشر في عام 2003، وأربعة عشر في عام 2004، وثلاثة عشر في عام 2005، وثلاثة عشر في عام 2006، وتسعة في عام 2007، وأحد عشر حتى الآن في عام 2008. حيث لا ينبغي الخلط بين هذه العملات التذكارية ذات القيمة العالية والعملات التذكارية بقيمة 2 يورو وهي عملات مخصصة للتداول وتتمتع بوضع العطاء القانوني في جميع بلدان منطقة اليورو.
يوضح الجدول التالي عدد العملات المعدنية التي قاموا بسكها سنويًا. في القسم الأول جُمعت العملات المعدنية حسب المعدن المستخدم، بينما في القسم الثاني تجمع حسب قيمتها الاسمية.
| السنة                                                                     | الإصدارات            | حسب المعدن             | حسب المعدن | حسب المعدن | القيمة الإسمية | القيمة الإسمية | القيمة الإسمية | القيمة الإسمية | القيمة الإسمية | القيمة الإسمية | القيمة الإسمية | القيمة الإسمية | القيمة الإسمية | القيمة الإسمية | القيمة الإسمية |
| السنة                                                                     | الإصدارات            | ذهب                    | فضة        | أخرى       | €100,000       | €2,000         | €100           | €50            | €25            | €20            | €10            | €5             | €4             | €3             | €1.50          |
| ------------------------------------------------------------------------- | -------------------- | ---------------------- | ---------- | ---------- | -------------- | -------------- | -------------- | -------------- | -------------- | -------------- | -------------- | -------------- | -------------- | -------------- | -------------- |
| 2002                                                                      | 12                   | 6                      | 5          | 1          | –              | -              | 2              | 3              | 1              | -              | –              |                |                |                |                |
| 2003                                                                      | 12                   | 6                      | 5          | 1          | –              | -              | 2              | 3              | 1              | -              | –              |                |                |                |                |
| 2004                                                                      | 14                   | 7                      | 6          | 1          | -              | 2              | 3              | 2              | -              | –              |                |                |                |                |                |
| 2005                                                                      | 13                   | 6                      | 1          | –          | -              | 2              | 3              | 2              | -              | –              |                |                |                |                |                |
| 2006                                                                      | 13                   | 6                      | 1          | –          | -              | 2              | 3              | 2              | -              | –              |                |                |                |                |                |
| 2007                                                                      | 13                   | 6                      | 1          | –          | -              | 2              | 3              | 2              | -              | 1              |                |                |                |                |                |
| 2008                                                                      | 15                   | 6                      | 8          | 1          | –              | -              | 2              | 3              | -              | 1              |                |                |                |                |                |
| 2009                                                                      | 15                   | 7                      | 1          | –          | 1              | 2              | 3              | 2              | -              | 1              |                |                |                |                |                |
| 2010                                                                      | 15                   | 6                      | 8          | 1          | –              | -              | 2              | 3              | -              | 1              |                |                |                |                |                |
| 2011                                                                      | 15                   | 6                      | 8          | 1          | –              | -              | 2              | 3              | 2              | -              | 1              |                |                |                |                |
| 2012                                                                      | 19                   | 6                      | 8          | 5          | –              | -              | 2              | 3              | 5              | 4              | -              | 1              |                |                |                |
| 2013                                                                      | 19                   | 6                      | 8          | 5          | –              | -              | 2              | 3              | 5              | 4              | -              | 1              |                |                |                |
| 2014                                                                      | 20                   | 7                      | 8          | 5          | –              | -              | 2              | 3              | 5              | 4              | 1              | -              | 1              |                |                |
| 2015                                                                      | 20                   | 7                      | 8          | 5          | –              | -              | 2              | 3              | 5              | 4              | 1              | -              | 1              |                |                |
| 2016                                                                      | 22                   | 7                      | 8          | 7          | –              | -              | 3              | 2              | 3              | 5              | 4              | 1              | 1              |                |                |
| 2017                                                                      | 26                   | 7                      | 8          | 11         | –              | -              | 3              | 2              | 3              | 5              | 4              | 2              | 4              | 1              |                |
| 2018                                                                      | 26                   | 7                      | 8          | 11         | –              | -              | 3              | 2              | 2              | 3              | 5              | 4              | 2              | 4              | 1              |
| 2019                                                                      | 26                   | 7                      | 8          | 11         | –              | -              | 3              | 2              | 2              | 3              | 5              | 4              | 2              | 4              | 1              |
| 2020                                                                      | 26                   | 7                      | 8          | 11         | –              | -              | 3              | 2              | 2              | 3              | 5              | 4              | 2              | 4              | 1              |
| 2021                                                                      | 26                   | 7                      | 8          | 11         | –              | -              | 3              | 2              | 2              | 3              | 5              | 4              | 2              | 4              | 1              |
| 2022                                                                      | 28                   | 7                      | 9          | 12         | –              | -              | 3              | 2              | 2              | 3              | 5              | 6              | 2              | 4              | 1              |
| 2023                                                                      | 26                   | 7                      | 8          | 11         | –              | -              | 3              | 2              | 3              | 5              | 4              | 2              | 4              | 1              |                |
| 2024                                                                      | 28                   | 7                      | 9          | 12         | –              | -              | 3              | 2              | 3              | 5              | 6              | 4              | 4              | 1              |                |
| \| Coins were minted \| No coins were minted \| Scheduled to be minted \| |                      |                        |            |            |                |                |                |                |                |                |                |                |                |                |                |
| Coins were minted                                                         | No coins were minted | Scheduled to be minted |            |            |                |                |                |                |                |                |                |                |                |                |                |

## عملة فيينا الفيلهارمونية
| | صُنعت عملة فيينا الفيلهارمونية من الذهب الخالص عيار 999.9 غرامة (24 قيراطًا). وتُصدر كل عام بأربعة قيم وأحجام وأوزان مختلفة. يقومون باستخدامها كمنتج استثماري (عملة سبائك)، مع أنها تنتهي حتماً في مجموعات خاصة. فوفقًا لمجلس الذهب العالمي كانت العملة الذهبية الأكثر مبيعًا في جميع أنحاء العالم في الأعوام 1992 و1995 و1996. يمكن رؤية تصميم الآلات الموسيقية التي تمثل أوركسترا فيينا الفيلهارمونية بالإضافة إلى النص Wiener Philharmoniker ("فيينا الفيلهارمونية") على ظهر العملة. موضوع الوجه هو الأرغن الكبير في القاعة الذهبية موزيكفيرأين في فيينا، وهي قاعة الحفلات الموسيقية لأوركسترا فيينا الفيلهارمونية. أيضًا تسجل القيمة الاسمية باليورو والوزن ونقاء السبيكة وسنة الإصدار على هذا الجانب من العملة. منذ 1 فبراير 2008 قاموا بسك العملة أيضًا بالفضة. وتصميم العملة الفضية مطابق لتصميم العملة الذهبية باستثناء قيمتها الاسمية البالغة 1.50 يورو. |                              |                          |
| | القيمة: €100,000 | السبيكة: Au 999.9 (ذهب)      | المصمم: توماس بيسيندورفر |
| الوزن: 31.103 كـغ (69 رطل؛ 1,000 ozt) | القطر: 370 مـم (14.57 بوصة) | السماكة: 20 مـم (0.79 بوصة)  |                          |
| السنة: 2004 سك العملة: 15 coins | |                              |                          |
| | القيمة: €100 | السبيكة: Au 999.9 (ذهب)      | المصمم: توماس بيسيندورفر |
| الوزن: 31.103 غ (1.10 أونصة؛ 1.00 ozt) | القطر: 37 مـم (1.46 بوصة) | السماكة: 2.0 مـم (0.08 بوصة) |                          |
| السنة: 2006 سك العملة: 82,174 السنة: 2005 سك العملة: 158,564 السنة: 2004 سك العملة: 176,319 السنة: 2003 سك العملة: 179,881 السنة: 2002 سك العملة: 164,105 | |                              |                          |
| | القيمة: €50 | السبيكة: Au 999.9 (ذهب)      | المصمم: توماس بيسيندورفر |
| الوزن: 15.552 غ (0.55 أونصة؛ 0.50 ozt) | القطر: 28 مـم (1.10 بوصة) | السماكة: 1.6 مـم (0.06 بوصة) |                          |
| السنة: 2006 سك العملة: 20,085 السنة: 2005 سك العملة: 21,049 السنة: 2004 سك العملة: 24,269 السنة: 2003 سك العملة: 26,848 السنة: 2002 سك العملة: 40,922     | |                              |                          |
| | القيمة: €25 | السبيكة: Au 999.9 (ذهب)      | المصمم: توماس بيسيندورفر |
| الوزن: 7.776 غ (0.27 أونصة؛ 0.25 ozt) | القطر: 22 مـم (0.87 بوصة) | السماكة: 1.2 مـم (0.05 بوصة) |                          |
| السنة: 2006 سك العملة: 29,609 السنة: 2005 سك العملة: 32,817 السنة: 2004 سك العملة: 32,449 السنة: 2003 سك العملة: 34,019 السنة: 2002 سك العملة: 40,807     | |                              |                          |
| | القيمة: €10 | السبيكة: Au 999.9 (ذهب)      | المصمم: توماس بيسيندورفر |
| الوزن: 3.121 غ (0.11 أونصة؛ 0.10 ozt) | القطر: 16 مـم (0.63 بوصة) | السماكة: 1.2 مـم (0.05 بوصة) |                          |
| السنة: 2006 سك العملة: 39,892 السنة: 2005 سك العملة: 62,071 السنة: 2004 سك العملة: 67,994 السنة: 2003 سك العملة: 59,654 السنة: 2002 سك العملة: 75,789     | |                              |                          |
| | القيمة: €1.50 | السبيكة: Ag 999 (فضة)        | المصمم: توماس بيسيندورفر |
| الوزن: 31.103 غ (1.10 أونصة؛ 1.00 ozt) | القطر: 37 مـم (1.46 بوصة) | السماكة: 3.2 مـم (0.13 بوصة) |                          |
| أوركسترا فيينا الفضية هي عملة استثمارية (عملة سبائك). يعتمد سكها السنوي على الطلب.                                                                        | أوركسترا فيينا الفضية هي عملة استثمارية (عملة سبائك). يعتمد سكها السنوي على الطلب. | قيمة الإصدار: €19.25         |                          |

## عملات 2002
| | الطوائف الدينية المسيحية                       |                                       |                                               |  |
| المصمم: هيلموت أندكسلنجر | المصمم: هيلموت أندكسلنجر                       | دار سك العملة: مونزي أوستيريتش إيه جي | دار سك العملة: مونزي أوستيريتش إيه جي         |  |
| القيمة: €50 | السبيكة: Au 986 (ذهب)                          | الكمية: 50,000                        | الجودة: إثبات                                 |  |
| صادر: 13 مارس 2002 | القطر: 22 مـم (0.87 بوصة)                      | الوزن: 10.14 غ (0.36 أونصة؛ 0.33 ozt) | قيمة الإصدار: €230.34 القيمة السوقية: €200.00 |  |
| جزء من مجموعة "2000 سنة من المسيحية". تُظهر العملة تمثيلاً مزدوجًا للقديس بنديكتوس وشقيقته القديسة سكولاستيكا. والقديس بندكتس هو شفيع أوروبا الغربية وأبو الرهبنة الغربية. ولا يزال توجيه الحياة الرهبانية -قانون القديس بنديكت- الذي بدأه القديس بنديكتوس في القرن السادس ساريًا حتى اليوم. أسس بنديكتوس مع أخته أيضًا رهبنة للراهبات اللاتي يتبعن نفس التعليمات. العملة تظهره وهو يحمل القاعدة المقدسة بينما القديسة سكولاستيكا تحمل حمامة. يظهر على ظهر العملة راهبًا يجلس على مكتب للكتابة ويعمل على مخطوطة. وهو يمثل عمل الرهبان في العصور الوسطى في نسخ الكتب باليد مما يحافظ على مخزن كبير من المعرفة. |                                                |                                       |                                               |  |
| |                                                |                                       |                                               |  |
| | قلعة أمبراس                                    |                                       |                                               |  |
| المصمم: أندرياس آي زاناشكا & هربرت فانر | المصمم: أندرياس آي زاناشكا & هربرت فانر        | دار سك العملة: مونزي أوستيريتش إيه جي | دار سك العملة: مونزي أوستيريتش إيه جي         |  |
| القيمة: €10 | الجودة: تداول يو أن سي "غير متداول" إثبات مجمد | الكمية: 130,000 20,000 50,000         | القيمة السوقية: ? €19.95 €99.95               |  |
| صادر: 24 إبريل 2002 | القطر: 32 مـم (1.26 بوصة)                      | الوزن: 17.3 غ (0.61 أونصة؛ 0.56 ozt)  | السبيكة: Ag 925 (فضة)                         |  |
| جزء من مجموعة "النمسا وشعبها – الجزء الخامس". يوجد على وجه العملة المعدنية منظر للقلعة الواقعة إلى الجنوب من إنسبروك مع ساحاتها المصممة على طراز عصر النهضة والتي تشكل التصميم المركزي. يمكن رؤية نقش جمهورية النمسا في الجزء العلوي من العملة المعدنية، بينما يمكن رؤية القيمة الاسمية البالغة 10 يورو وتاريخ الإصدار في الجزء السفلي. يوجد على الجانب الخلفي رسم لثلاثة موسيقيين من البلاط يعبرون القاعة الإسبانية استنادًا إلى صورة من عام 1569. |                                                |                                       |                                               |  |
| |                                                |                                       |                                               |  |
| | الذكرى الـ 250 لحديقة حيوان فيينا              |                                       |                                               |  |
| المصمم: هربرت فانر & هيلموت أندكسلنجر | المصمم: هربرت فانر & هيلموت أندكسلنجر          | دار سك العملة: ًمونزي أوستيريتش إيه جي | دار سك العملة: ًمونزي أوستيريتش إيه جي         |  |
| القيمة: €5 | السبيكة: Ag 800 (فضة)                          | الكمية: 500,000 100,000               | الجودة: تداول يو أن سي                        |  |
| صادر: 8 مايو 2002 | القطر: 28.5 مـم (1.12 بوصة)                    | الوزن: 10 غ (0.35 أونصة؛ 0.32 ozt)    | القيمة السوقية: €49.95                        |  |
| هذه العملة هي الإصدار الأول من الجيل الجديد المكون من خمس عملات يورو نمساوية. وهو عبارة عن عملة ذات تسعة جوانب، ترمز إلى المقاطعات الفيدرالية التسع في النمسا، ويظهر كل شعار نبالة يحيط بالفئة "5" مع نقش جمهورية النمسا و"اليورو". ويظهر الوجه الخلفي جناح الإمبراطور في حديقة حيوان فيينا، محاطًا بمجموعة متنوعة من الحيوانات. يمكن رؤية التواريخ "1752–2002" -التي تشير إلى الذكرى السنوية وتاريخ إصدار العملة المعدنية- بالإضافة إلى النص "250 سنة تيرجارتن شونبرون" - الذكرى السنوية الـ 250 لحديقة حيوان شونبرون.                                                                                  |                                                |                                       |                                               |  |
| |                                                |                                       |                                               |  |
| | عصر النهضة (فرديناند الأول)                    |                                       |                                               |  |
| المصمم: هربرت فانر & توماس بيسيندورفر | المصمم: هربرت فانر & توماس بيسيندورفر          | دار سك العملة: ًمونزي أوستيريتش إيه جي | دار سك العملة: ًمونزي أوستيريتش إيه جي         |  |
| القيمة: €20 | السبيكة: Ag 900 (فضة)                          | الكمية: 50,000                        | الجودة:إثبات مجمد                             |  |
| صادر: 12 يونيو 2002 | القطر: 34 مـم (1.34 بوصة)                      | الوزن: 20 غ (0.71 أونصة؛ 0.64 ozt)    | القيمة السوقية: €49.95                        |  |
| جزء من مجموعة "النمسا عبر العصور". يظهر على وجه العملة "البوابة السويسرية" في قصر هوفبورغ في فيينا. قام فرديناند بتوسيع قصر هوفبورغ وتجديده على طراز عصر النهضة. يمكن رؤية شعار النبالة والألقاب الخاصة بفرديناند في الجزء العلوي من البوابة. الجنديان اللذان يحيطان بالبوابة يذكران بالأوقات المضطربة في عام 1529 أثناء حصار فيينا. ويظهر على ظهر العملة صورة الإمبراطور الروماني المقدس فرديناند الأول، شقيق الإمبراطور الروماني المقدس تشارلز الخامس وأب السلالة النمساوية من سلالة هابسبورغ. |                                                |                                       |                                               |  |
| |                                                |                                       |                                               |  |
| | قصر إجنبيرج                                    |                                       |                                               |  |
| المصمم: أندرياس آي زاناشكا & توماس بيسيندورفر | المصمم: أندرياس آي زاناشكا & توماس بيسيندورفر  | دار سك العملة: ًمونزي أوستيريتش إيه جي | دار سك العملة: ًمونزي أوستيريتش إيه جي         |  |
| القيمة: €10 | الجودة: متداول يو أن سي إثبات مجمد             | الكمية: 130,000 20,000 50,000         | القيمة السوقية: ? €32.50 €39.95               |  |
| صادر: 10 سبتمبر 2002 | القطر: 32 مـم (1.26 بوصة)                      | الوزن: 17.3 غ (0.61 أونصة؛ 0.56 ozt)  | السبيكة: Ag 925 (فضة)                         |  |
| جزء من مجموعة "النمسا وشعبها – الجزء الخامس". يظهر الوجه الأمامي للعملة منظرًا أماميًا للقلعة. وقد بنيت القلعة على يد هانز أولريش فون إيجنبرج، وهي تُظهر العديد من الموضوعات الفلكية: تمثل الأبراج الأربعة العملاقة العناصر الأربعة، وتمثل 365 نافذة أيام السنة، وتمثل 24 غرفة استقبال ساعات اليوم. بدأ البناء في عام 1625 واكتمل في عام 1642 (بعد وفاة هانز أولريش). يوجد على ظهر العملة صورة للعالم الفلكي يوهانس كيبلر وهو معاصر كان يعرف فون إيجنبيرج شخصيًا، ومن المرجح أنه كان له تأثير على تصميم القلعة. في المقدمة نجد تحفة كيبلر وهي نموذج ميستيريوم كوزموغرافيكوم.                                |                                                |                                       |                                               |  |
| |                                                |                                       |                                               |  |
| | باروكية                                        |                                       |                                               |  |
| المصمم: أندرياس آي زاناشكا & توماس بيسيندورفر | المصمم: أندرياس آي زاناشكا & توماس بيسيندورفر  | دار سك العملة: مونزي أوستيريتش إيه جي | دار سك العملة: مونزي أوستيريتش إيه جي         |  |
| القيمة: €20 | السبيكة: Ag 900 (فضة)                          | الكمية: 50,000                        | الجودة: إثبات مجمد                            |  |
| صادر: 11 سبتمبر 2002 | القطر: 34 مـم (1.34 بوصة)                      | الوزن: 20 غ (0.71 أونصة؛ 0.64 ozt)    | القيمة السوقية: €49.95                        |  |
| جزء من مجموعة "النمسا عبر العصور". يظهر وجه العملة الدرج الكبير في قصر مدينة الأمير يوجين من سافوي وهو حاليًا وزارة المالية النمساوية. الآلهة وأنصاف الآلهة يحملون ارتفاعاته بينما يقف هرقل عند منعطف الدرج. ويظهر على ظهر العملة صورة للأمير يوجين تذكرنا بتمثاله على صهوة جواده الموجود في أراضي قصر هوفبورغ في فيينا. ترتيب باروكي نموذجي من المدافع والأعلام والمعايير الملتقطة يزين الخلفية. |                                                |                                       |                                               |  |
| |                                                |                                       |                                               |  |
| | النحت                                          |                                       |                                               |  |
| المصمم: هربرت فانر & توماس بيسيندورفر | المصمم: هربرت فانر & توماس بيسيندورفر          | دار سك العملة: ًمونزي أوستيريتش إيه جي | دار سك العملة: ًمونزي أوستيريتش إيه جي         |  |
| القيمة: €100 | السبيكة: Au 986 (ذهب)                          | الكمية: 30,000                        | الجودة: إثبات                                 |  |
| صادر: 13 نوفمبر 2002 | القطر: 30 مـم (1.18 بوصة)                      | الوزن: 16.2 غ (0.57 أونصة؛ 0.52 ozt)  | قيمة الإصدار: €368.53 القيمة السوقية: €300.00 |  |
| جزء من مجموعة "كنوز الفن في النمسا". يحمل الوجه صورة لأحد أعظم نحاتي الباروك -جورج رافائيل دونر- مع قصر البلفيدير السفلي في الخلفية. هذا القصر هو حالياً متحف الفن الباروكي في فيينا ويحتوي على الكثير من أعمال دونر. يظهر على الوجه الخلفي نافورة بروفيدنتيا (المكتوبة بالعملة باسم بروفيندينتيا برونين) في وسط فيينا وهو عمل للنحات نفسه. وفي وسط العملة عرضت شخصية بروفيدنتيا المجازية مع ميدالية للإله الروماني يانوس والذي كان له وجهان. وتوجد حول النافورة شخصيات رمزية أخرى تمثل روافد نهر الدانوب، نصب بروفيدنتيا على العرش عالياً فوق صورة رجل عجوز يمثل نهر إنس.                                |                                                |                                       |                                               |  |

## عملات 2003
| | ذكرى الـ700 عام لمدينة هول إن تيرول             |                                       |                                           |  |
| المصمم: هربرت فانر & هيلموت أندكسلنجر | المصمم: هربرت فانر & هيلموت أندكسلنجر           | دار سك العملة: مونزي أوستيريتش إيه جي | دار سك العملة: مونزي أوستيريتش إيه جي     |  |
| القيمة: €25 | السبيكة: Ag 900 (فضة) & 7.15g نيوب              | الكمية: 50,000                        | الجودة: يو أن سي "غير متداول"             |  |
| صادر في: 29 يناير 2003 | القطر: 34 مـم (1.34 بوصة)                       | الوزن: 17.15 غ (0.60 أونصة؛ 0.55 ozt) | قيمة السوق: €169.95                       |  |
| قررت الحكومة الاتحادية النمساوية بناءً على هذه العملة المعدنية، إحياء ذكرى ميثاق المدينة الممنوح لمدينة هال في تيرول قبل 700 عام. وكانت مدينة هول تستضيف دارًا مهمة للسك النقود حتى عام 1809 وذلك حتى إغلاقها. سكت أول عملة فضية كبيرة الحجم في هول عام 1486 وهي "جولدينر". ويظهر على وجه العملة المعدنية خريطة قمر صناعي لمدينة هال. يظهر على الوجه الخلفي عملة جولدينر الفضية. ومع ذلك فإن التصميم سلبي ويمثل قالب عملة كإشارة إلى تاريخ هول كمركز مهم لسك العملات المعدنية. هذه هي المرة الأولى التي يقومون فيها بإعادة إنتاج قالب عملة على عملة نمساوية، مما يعطي طابعًا مميزًا لهذا الإصدار الاستثنائي. في الحلقة الفضية مكتوب أيضًا سفن هاندرد ياري شتات هول إن تيرول والتي تعني "700 عام من قاعة المدينة في تيرول". |                                                 |                                       |                                           |  |
| |                                                 |                                       |                                           |  |
| | المؤسسة الخيرية المسيحية                        |                                       |                                           |  |
| المصمم: هيلموت أندكسلنجر | المصمم: هيلموت أندكسلنجر                        | دار سك العملة: مونزي أوستيريتش إيه جي | دار سك العملة: مونزي أوستيريتش إيه جي     |  |
| القيمة: €50 | السبيكة: Au 986 (ذهب)                           | الكمية: 50,000                        | الجودة: إثبات                             |  |
| صادر في: 12 مارس 2003 | القطر: 22 مـم (0.87 بوصة)                       | الوزن: 10.14 غ (0.36 أونصة؛ 0.33 ozt) | قيمة الإصدار: €230.34 قيمة السوق: €200.00 |  |
| جزء من مجموعة "2000 عام من المسيحية". ويظهر على وجه العملة مثال حديث للأعمال الخيرية المسيحية. راهبة تعمل كممرضة تعزي رجلاً مريضًا وفقًا لنصيحة المسيح. ويصور الوجه الخلفي واحدة من أشهر الأمثال في العهد الجديد -وهي قصة السامري الصالح- في هذا المثل يقارن المسيح بين ثلاثة استجابات مختلفة لشخص غريب تعرض للهجوم والسرقة. تُظهر العملة المعدنية السامري الصالح مع الرجل الجريح على حصانه بينما يأخذه لتلقي الرعاية الطبية. يمكن قراءة النص بارمهيرزيجر سامريتر ("السامري الرحيم"). |                                                 |                                       |                                           |  |
| |                                                 |                                       |                                           |  |
| | قلعة شلوس هوف                                   |                                       |                                           |  |
| المصمم: أندرياس آي زاناشكا | المصمم: أندرياس آي زاناشكا                      | دار سك العملة: مونزي أوستيريتش إيه جي | دار سك العملة: مونزي أوستيريتش إيه جي     |  |
| القيمة: €10 | الجودة: متداول يو أن سي "غير متداول" إثبات مجمد | الكمية: 130,000 20,000 50,000         | قيمة السوق: ? €17.50 €29.95               |  |
| صادر في: 9 إبريل 2003 | القطر: 32 مـم (1.26 بوصة)                       | الوزن: 17.3 غ (0.61 أونصة؛ 0.56 ozt)  | السبيكة: Ag 925 (فضة)                     |  |
| جزء من مجموعة "النمسا وشعبها – الجزء الخامس". قاموا بإصدار هذه العملة تكريماً لقلعة شلوس هوف، الواقعة في مارشفيلد (السهول الواقعة شرق فيينا) على حدود سلوفاكيا والمجر الحاليتين. حيث يظهر الوجه الأمامي منظرًا للقلعة من جانب الحديقة المتدرجة. ويصور الوجه الخلفي اثنين من البستانيين يرتديان ملابس نموذجية من فترة الباروك، وهما يعتنيان بأسرة الزهور في القلعة. |                                                 |                                       |                                           |  |
| |                                                 |                                       |                                           |  |
| | الطاقة المائية                                  |                                       |                                           |  |
| المصمم: هربرت فانر & توماس بيسيندورفر | المصمم: هربرت فانر & توماس بيسيندورفر           | دار سك العملة: مونزي أوستيريتش إيه جي | دار سك العملة: مونزي أوستيريتش إيه جي     |  |
| القيمة: €5 | السبيكة: Ag 800 (فضة)                           | الكمية: 500,000 100,000               | الجودة: متداول يو أن سي "غير متداول"      |  |
| صادر في: 14 مايو 2003 | القطر: 28.5 مـم (1.12 بوصة)                     | الوزن: 10 غ (0.35 أونصة؛ 0.32 ozt)    | قيمة الإصدار: €9.00                       |  |
| قاموا بإصدار هذه العملة المعدنية في "السنة الدولية للمياه العذبة" كما حددتها الأمم المتحدة. ويظهر في المقدمة سد جبال الألب المستخدم لإنتاج الطاقة الكهرومائية. كما تُظهر قطرة الماء المرسومة بشكل مبسط سمكة، مما يدل على الأهمية البيئية للمياه. وقطرة ماء ثانية تحيط بأنبوب المياه المستخدم لتوجيه المياه لتشغيل التوربينات. وتظهر أيضًا كلمة واسركرفت ("الطاقة الكهرومائية") على هذا الجانب من العملة. |                                                 |                                       |                                           |  |
| |                                                 |                                       |                                           |  |
| | فترة بيدرماير                                   |                                       |                                           |  |
| المصمم: أندرياس آي زاناشكا | المصمم: أندرياس آي زاناشكا                      | دار سك العملة: مونزي أوستيريتش إيه جي | دار سك العملة: مونزي أوستيريتش إيه جي     |  |
| القيمة: €20 | السبيكة: Ag 900 (فضة)                           | الكمية: 50,000                        | الجودة: إثبات مجمد                        |  |
| صادر في: 11 يونيو 2003 | القطر: 34 مـم (1.34 بوصة)                       | الوزن: 20 غ (0.71 أونصة؛ 0.64 ozt)    | قيمة السوق: €37.50                        |  |
| جزء من مجموعة "النمسا عبر العصور". يظهر على وجه العملة المعدنية قاطرة بخارية مبكرة (أجاكس) على أول خط سكة حديدية في النمسا، وهو خط نوردبان التابع للقيصر فرديناند . لا يزال من الممكن رؤية إيه جيه إيه أكس في متحف السكك الحديدية النمساوية. ويظهر على ظهر العملة صورة رجل الدولة الشهير الأمير كليمنس وينزل فون مترنيخ. وخلفه خريطة أوروبا كما أعيد رسمها في مؤتمر فيينا بعد هزيمة نابليون بونابرت |                                                 |                                       |                                           |  |
| |                                                 |                                       |                                           |  |
| | فترة ما بعد الحرب                               |                                       |                                           |  |
| المصمم: توماس بيسيندورفر & هربرت فانر | المصمم: توماس بيسيندورفر & هربرت فانر           | دار سك العملة: مونزي أوستيريتش إيه جي | دار سك العملة: مونزي أوستيريتش إيه جي     |  |
| القيمة: €20 | السبيكة: Ag 900 (فضة)                           | الكمية: 50,000                        | الجودة: إثبات مجمد                        |  |
| صادر في: 17 سبتمبر 2003 | القطر: 34 مـم (1.34 بوصة)                       | الوزن: 20 غ (0.71 أونصة؛ 0.64 ozt)    | قيمة السوق: €37.50                        |  |
| جزء من مجموعة "النمسا عبر العصور". يظهر على الوجه الأمامي شعار النبالة للجمهورية الثانية. إن السلاسل المكسورة على مخالب النسر ترمز إلى ولادة دولة مستقلة من جديد. وعلى اليمين يوجد علم النمسا باللون الأحمر والأبيض والأحمر، بينما على اليسار يوجد علم أوروبا. يعتمد الوجه الخلفي على تصميم ملصقين مشهورين في تلك الحقبة: ملصق "أربعة في سيارة جيب" وملصق برنامج الإنعاش الأوروبي (إي آر بيه). يُترجم النقش الألماني فيديراوفباو في أوسترايك إلى "إعادة الإعمار في النمسا". |                                                 |                                       |                                           |  |
| |                                                 |                                       |                                           |  |
| | قصر شونبرون                                     |                                       |                                           |  |
| المصمم: هيلموت أندكسلنجر & أندرياس آي زاناشكا | المصمم: هيلموت أندكسلنجر & أندرياس آي زاناشكا   | دار سك العملة: مونزي أوستيريتش إيه جي | دار سك العملة: مونزي أوستيريتش إيه جي     |  |
| القيمة: €10 | الجودة: متداول يو أن سي "غير متداول" إثبات مجمد | الكمية: 100,000 40,000 60,000         | قيمة الإصدار: ? €16.50 €22.00             |  |
| صادر في: 8 أكتوبر 2003 | القطر: 32 مـم (1.26 بوصة)                       | الوزن: 17.3 غ (0.61 أونصة؛ 0.56 ozt)  | السبيكة: Ag 925 (فضة)                     |  |
| جزء من مجموعة "النمسا وشعبها – الجزء الخامس". يظهر الوجه الجزء المركزي من واجهة القصر خلف إحدى النوافير الكبيرة في المساحة المفتوحة. يصور الوجه الخلفي الدفيئة المعروفة باسم "بالمنهاوس". عندما قاموا ببناؤه في القرن التاسع عشر لإيواء النباتات الغريبة في جميع أنحاء العالم وكان أكبر هيكل من الفولاذ والزجاج في أوروبا. |                                                 |                                       |                                           |  |
| |                                                 |                                       |                                           |  |
| | فن الرسم                                        |                                       |                                           |  |
| المصمم: هربرت فانر & توماس بيسيندورفر | المصمم: هربرت فانر & توماس بيسيندورفر           | دار سك العملة: مونزي أوستيريتش إيه جي | دار سك العملة: مونزي أوستيريتش إيه جي     |  |
| القيمة: €100 | السبيكة: Au 986 (ذهب)                           | الكمية: 30,000                        | الجودة: إثبات                             |  |
| صادر في: 5 نوفمبر 2003 | القطر: 30 مـم (1.18 بوصة)                       | الوزن: 16.2 غ (0.57 أونصة؛ 0.52 ozt)  | قيمة الإصدار: €368.53                     |  |
| جزء من مجموعة "كنوز الفن النمساوية". هذه العملة الذهبية مخصصة للرسم ولأحد أشهر فناني المدرسة الفييَنِيّة "جوجيندستيل": غوستاف كليمت. يصور الوجه الأمامي كليمت في مرسمه مع عملين غير مكتملين على الحوامل. تظهر على الوجه الخلفي واحدة من أشهر لوحات كليمت وهي در كس (القبلة)، وهو العمل الذي رسمه في عام 1908 في ذروة "عصره الذهبي". |                                                 |                                       |                                           |  |

## عملة 2004
| | توسيع الاتحاد الأوروبي                                 |                                       |                                           |  |
| المصمم: هربرت فانر & توماس بيسيندورفر | المصمم: هربرت فانر & توماس بيسيندورفر                  | دار سك العملة: مونزي أوستيريتش إيه جي | دار سك العملة: مونزي أوستيريتش إيه جي     |  |
| القيمة: €5 | السبيكة: Ag 800 (فضة)                                  | الكمية: 275,000 125,000               | الجودة: متداول يو أن سي                   |  |
| صادر في: 28 يناير 2004 | القطر: 28.5 مـم (1.12 بوصة)                            | الوزن: 10 غ (0.35 أونصة؛ 0.32 ozt)    | قيمة السوق: €8.95                         |  |
| تعرض العملة الفضية ذات الجوانب التسعة عادةً خريطة أوروبا مع تمييز دول منطقة اليورو بوضوح بالإضافة إلى أعلام رمزية صغيرة للدول التي انضمت مؤخرًا إلى الاتحاد. وقدنقشت أسماء الأعضاء العشرة الجدد في الجزء السفلي من العملة، كل واحد منهم بلغته الرسمية الخاصة. ويوجد شعار على يسار التصميم يحدد العملة النمساوية، حيث سكت العديد من العملات المعدنية للاحتفال بتوسيع الاتحاد الأوروبي هذا العام. |                                                        |                                       |                                           |  |
| |                                                        |                                       |                                           |  |
| | ذكرى الـ150 عامًا من السكك الحديدية في سيميرينغ الألبية |                                       |                                           |  |
| المصمم: توماس بيسيندورفر & هيلموت أندكسلنجر | المصمم: توماس بيسيندورفر & هيلموت أندكسلنجر            | دار سك العملة: مونزي أوستيريتش إيه جي | دار سك العملة: مونزي أوستيريتش إيه جي     |  |
| القيمة: €25 | السبيكة: Ag 900 (فضة) & 7.15g نيوب                     | الكمية: 50,000                        | الجودة: يو أن سي                          |  |
| صادر في: 18 فبراير 2004 | القطر: 34 مـم (1.34 بوصة)                              | الوزن: 17.15 غ (0.60 أونصة؛ 0.55 ozt) | قيمة السوق: €89.95                        |  |
| تحتوي العملة المعدنية على حلقة فضية ومركزها من النيوبيوم كما هو الحال مع كل العملات النمساوية بقيمة 25 يورو. يكون لون "حبة" النيوبيوم أخضر. يظهر على الوجه قاطرتين: واحدة تاريخية وأخرى حديثة. يمثل هذا التطور التقني في بناء القاطرات بين عامي 1854 و2004. ويصور النصف العلوي "الثور" وهو قاطرة عالية الأداء. يظهر أدناه أول قاطرة جبال الألب الوظيفية وهي قاطرة إنجيرث، التي بناها فيلهلم فرايهر فون إنجيرث. يظهر على الوجه الخلفي للعملة منظرًا نموذجيًا لسيمرينج. خرج منها للتو محرك بخاري من نفق يعبر أحد الجسور الجبلية المميزة.                                                                     |                                                        |                                       |                                           |  |
| |                                                        |                                       |                                           |  |
| | جوزيف هايدن                                            |                                       |                                           |  |
| المصمم: هربرت فانر | المصمم: هربرت فانر                                     | دار سك العملة: مونزي أوستيريتش إيه جي | دار سك العملة: مونزي أوستيريتش إيه جي     |  |
| القيمة: €50 | السبيكة: Au 986 (ذهب)                                  | الكمية: 50,000                        | الجودة: إثبات                             |  |
| صادر في: 20 مارس 2004 | القطر: 22 مـم (0.87 بوصة)                              | الوزن: 10.14 غ (0.36 أونصة؛ 0.33 ozt) | قيمة الإصدار: €230.34 قيمة السوق: €200.00 |  |
| جزء من مجموعة "الملحنين العظماء". هذه العملة مخصصة لجوزيف هايدن أحد أكثر الملحنين إبداعًا وابتكارًا على مر العصور. ولقد تعلم كل من موتسارت وبيتهوفن منه وبنيا على إرثه. يصور الوجه الأمامي قلعة إسترهازي في آيزنشتات حيث عاش هايدن وعمل لسنوات عديدة. فوق القلعة يمكن رؤية طاقم موسيقي. ويظهر على ظهر العملة صورته مع توقيعه وسنوات حياته (1732- 1809). |                                                        |                                       |                                           |  |
| |                                                        |                                       |                                           |  |
| | قلعة هيلبرون                                           |                                       |                                           |  |
| المصمم: هربرت فانر & توماس بيسيندورفر | المصمم: هربرت فانر & توماس بيسيندورفر                  | دار سك العملة: مونزي أوستيريتش إيه جي | دار سك العملة: مونزي أوستيريتش إيه جي     |  |
| القيمة: €10 | الجودة: متداول يو أن سي إثبات مجمد                     | الكمية: 130,000 40,000 60,000         | قيمة الإصدار: ? €16.50 €22.00             |  |
| صادر في: 21 إبريل 2004 | القطر: 32 مـم (1.26 بوصة)                              | الوزن: 17.3 غ (0.61 أونصة؛ 0.56 ozt)  | السبيكة: Ag 925 (فضة)                     |  |
| جزء من مجموعة "النمسا وشعبها – الجزء الخامس". قاموا بإصدار هذه العملة المعدنية تكريماً لقلعة هيلبرون. قام مارك سيتيش فون هوهينيمز ببناء هذا المبنى الباروكي ومساحاته الخضراء الجميلة خارج مدينة سالزبورغ، أمير أساقفة المدينة في ذلك الوقت (1612-1619). ويصور الوجه الأمامي المدخل الرئيسي للقلعة من ساحتها الأمامية. أما في الخلفية فيمكن رؤية جبال سالزبورغ على الحافة الشمالية لسلسلة جبال الألب. ويظهر على الوجه الخلفي صورة لرئيس الأساقفة ماركوس سيتيكوس فون هوهينيمز، وهو يحمل خطة بناء كاتدرائية سالزبورغ. وفي الخلفية يظهر "المسرح الروماني" في هيلبرون.                                         |                                                        |                                       |                                           |  |
| |                                                        |                                       |                                           |  |
| | ذكرى 100 عام على كرة القدم                             |                                       |                                           |  |
| المصمم: هربرت فانر | المصمم: هربرت فانر                                     | دار سك العملة: مونزي أوستيريتش إيه جي | دار سك العملة: مونزي أوستيريتش إيه جي     |  |
| القيمة: €5 | السبيكة: Ag 800 (فضة)                                  | الكمية: 600,000 100,000               | الجودة: متداول يو أن سي                   |  |
| صادر في: 12 مايو 2004 | القطر: 28.5 مـم (1.12 بوصة)                            | الوزن: 10 غ (0.35 أونصة؛ 0.32 ozt)    | قيمة الإصدار: €9.00                       |  |
| تصور هذه العملة المعدنية تسديدة ناجحة من قبل لاعب كرة قدم -يظهر في الخلفية- حيث تمر الكرة مباشرة فوق حارس المرمى وتدخل الشباك. حارس المرمى لا يزال في الهواء. ومن المثير للاهتمام أن الشبكة تغطي كامل مساحة العملة المعدنية. |                                                        |                                       |                                           |  |
| |                                                        |                                       |                                           |  |
| | رسالة قصيرة نوفارا                                     |                                       |                                           |  |
| المصمم: توماس بيسيندورفر & هربرت فانر | المصمم: توماس بيسيندورفر & هربرت فانر                  | دار سك العملة: مونزي أوستيريتش إيه جي | دار سك العملة: مونزي أوستيريتش إيه جي     |  |
| القيمة: €20 | السبيكة: Ag 900 (فضة)                                  | الكمية: 50,000                        | الجودة: إثبات مجمد                        |  |
| صادر في: 16 يونيو 2004 | القطر: 34 مـم (1.34 بوصة)                              | الوزن: 20 غ (0.71 أونصة؛ 0.64 ozt)    | قيمة الإصدار: €35.50                      |  |
| جزء من مجموعة "النمسا في أعالي البحار". ويظهر على الوجه الأمامي للفرقاطة إس إم إس نوفارا وهي تحت الشراع أثناء إبحارها حول العالم في عامي 1857 و185. كانت السفينة نوفارا أول سفينة نمساوية في البحرية النمساوية المجرية تبحر حول العالم. وفي الخلفية هناك تمثيل للساحل الصيني. كما تحلق طيور النورس حول السفينة مما يدل على القرب من الأرض. على الجانب الخلفي توجد صورة مزدوجة للأرشيدوق فرديناند ماكس -القائد البحري الأعلى ومؤسس الرحلة- والعميد البحري برنهارد فون فولرستورف-أوربيير الذي قاد نوفارا في رحلتها حول العالم. وأمامهم -على الطاولة- توجد كرة بحرية كبيرة وأدوات ملاحية بالإضافة إلى مجهر. |                                                        |                                       |                                           |  |
| |                                                        |                                       |                                           |  |
| | الرسائل القصيرة ارزهرزوج فرديناند ماكس                 |                                       |                                           |  |
| المصمم: توماس بيسيندورفر & هربرت فانر | المصمم: توماس بيسيندورفر & هربرت فانر                  | دار سك العملة: مونزي أوستيريتش إيه جي | دار سك العملة: مونزي أوستيريتش إيه جي     |  |
| القيمة: €20 | السبيكة: Ag 900 (فضة)                                  | الكمية: 50,000                        | الجودة: إثبات مجمد                        |  |
| صادر في: 15 سبتمبر 2004 | القطر: 34 مـم (1.34 بوصة)                              | الوزن: 20 غ (0.71 أونصة؛ 0.64 ozt)    | قيمة الإصدار: €35.50                      |  |
| جزء من مجموعة "النمسا في أعالي البحار". يظهر على وجه العملة الفرقاطة المدرعة أس أم أس ارزهرزوج فرديناند ماكس. مثل جميع السفن البخارية المبكرة كانت تحمل ثلاثة صواري وأشرعة. قاموا بتسمية السفينة تكريماً للقائد البحري وشقيق الإمبراطور الأرشيدوق فرديناند ماكس. ويظهر على الوجه الخلفي الأميرال البحري فيلهلم فون تيجيتهوف بعد لوحة للرسام أنطون روماكو، وهو يقف على جسر السفينة الحربية إرزيرزوج فرديناند ماكس. وأمامه أربعة بحارة يكافحون مع عجلة القيادة، كما لو كانوا يحاولون إعادة السفينة إلى مكانها. النص يقول "الأميرال فيلهلم فون تيجيتهوف".                                                    |                                                        |                                       |                                           |  |
| |                                                        |                                       |                                           |  |
| | قلعة آرتستيتن                                          |                                       |                                           |  |
| المصمم: توماس بيسيندورفر & هربرت فانر | المصمم: توماس بيسيندورفر & هربرت فانر                  | دار سك العملة: مونزي أوستيريتش إيه جي | دار سك العملة: مونزي أوستيريتش إيه جي     |  |
| القيمة: €10 | الجودة: متداول يو أن سي إثبات مجمد                     | الكمية: 130,000 40,000 60,000         | قيمة الإصدار: ? €16.50 €22.00             |  |
| صادر في: 13 أكتوبر 2004 | القطر: 32 مـم (1.26 بوصة)                              | الوزن: 17.3 غ (0.61 أونصة؛ 0.56 ozt)  | السبيكة: Ag 925 (فضة)                     |  |
| جزء من مجموعة "النمسا وشعبها – الجزء الخامس". يظهر وجه العملة المعدنية قلعة آرتستيتن التي تقف فوق نهر الدانوب على عتبة المنطقة المعروفة باسم واهاو. وقد سجلت القلعة لأول مرة في القرن الثالث عشر، وهي تقدم اليوم مشهدًا مذهلاً من بعيد بأبراجها الزاوّية وقبابها البصليّة الفريدة. ويظهر الوجه الخلفي مدخل سرداب عائلة هوهنبيرج. هناك صورتان على اليسار،تُظهران الأرشيدوق فرانز فرديناند وزوجته صوفي دوقة هوهنبيرج. |                                                        |                                       |                                           |  |
| |                                                        |                                       |                                           |  |
| | الانفصال                                               |                                       |                                           |  |
| المصمم: هيلموت أندكسلنجر | المصمم: هيلموت أندكسلنجر                               | دار سك العملة: مونزي أوستيريتش إيه جي | دار سك العملة: مونزي أوستيريتش إيه جي     |  |
| القيمة: €100 | السبيكة: Au 986 (ذهب)                                  | الكمية: 30,000                        | الجودة: إثبات                             |  |
| صادر في: 10 نوفمبر 2004 | القطر: 30 مـم (1.18 بوصة)                              | الوزن: 16.22 غ (0.57 أونصة؛ 0.52 ozt) | قيمة السوق: €349.00                       |  |
| جزء من مجموعة الـ"جوجيندستيل". على الوجه الأمامي يوجد منظر لقاعة معرض الانفصال الواقعة في فيينا. وقد أطلق على المبنى اسم الانفصال لأن انفصال "الفنانين المتمردين" عن مؤسسة الفنون الجميلة العريقة كان هو السبب في ظهور هذا البناء الممتاز. يتضمن الوجه الخلفي جزءًا صغيرًا من لوحة إفريز بيتهوفن الشهيرة للفنان غوستاف كليمت. كما يتضمن المقتطف من اللوحة ثلاث شخصيات: فارس يرتدي درعًا يمثل "القوة المدرعة"، وامرأة في الخلفية ترمز إلى "الطموح" تحمل إكليل النصر، وامرأة ثانية تمثل "التعاطف" برأس منخفض وأيدي متشابكة.                                                                                   |                                                        |                                       |                                           |  |

## عملة 2005
| | ذكرى الـ100 عام على التزلج                   |                                       |                                       |  |
| المصمم: هربرت فانر | المصمم: هربرت فانر                           | دار سك العملة: مونزي أوستيريتش إيه جي | دار سك العملة: مونزي أوستيريتش إيه جي |  |
| القيمة: €5 | السبيكة: Ag 800 (فضة)                        | الكمية: 500,000 100,000               | الجودة: متداول يو أن سي               |  |
| صادر في: 26 يناير 2005 | القطر: 28.5 مـم (1.12 بوصة)                  | الوزن: 10 غ (0.35 أونصة؛ 0.32 ozt)    | قيمة الإصدار: €9.00                   |  |
| يُظهر التصميم بلورة ثلجية ترمز إلى الرياضة الشتوية مع متزلج يتسابق عبر البلورة. |                                              |                                       |                                       |  |
| |                                              |                                       |                                       |  |
| | لودفيج فان بيتهوفن                           |                                       |                                       |  |
| المصمم: هيلموت أندكسلنجر & هربرت فانر | المصمم: هيلموت أندكسلنجر & هربرت فانر        | دار سك العملة: مونزي أوستيريتش إيه جي | دار سك العملة: مونزي أوستيريتش إيه جي |  |
| القيمة: €50 | السبيكة: Au 986 (ذهب)                        | الكمية: 50,000                        | الجودة: إثبات                         |  |
| صادر في: 16 فبراير 2005 | القطر: 22 مـم (0.87 بوصة)                    | الوزن: 10.14 غ (0.36 أونصة؛ 0.33 ozt) | قيمة الإصدار: €230.34                 |  |
| جزء من مجموعة "الملحنين العظماء". يصور الوجه الأمامي واجهة قصر لوبكويتز وطبعة مقطوعة من صفحة عنوان سيمفونية "إرويكا" مع ريشة أسفلها. ويظهر على الوجه الخلفي صورة لبيتهوفن وتوقيعه وسنوات حياته (1770-1827). قام أغسطس كلوبر باستخدام رسم من عام 1818 كنموذج للصورة الشخصية. |                                              |                                       |                                       |  |
| |                                              |                                       |                                       |  |
| | ذكرى الـ50 عامًا على التلفاز                  |                                       |                                       |  |
| المصمم: هيلموت أندكسلنجر | المصمم: هيلموت أندكسلنجر                     | دار سك العملة: مونزي أوستيريتش إيه جي | دار سك العملة: مونزي أوستيريتش إيه جي |  |
| القيمة: €25 | السبيكة: Ag 900 (فضة) & 7.15g نيوب           | الكمية: 65,000                        | الجودة: يو أن سي                      |  |
| صادر في: 9 مارس 2005 | القطر: 34 مـم (1.34 بوصة)                    | الوزن: 17.15 غ (0.60 أونصة؛ 0.55 ozt) | قيمة السوق: €69.95                    |  |
| في الوجه الأمامي يصور قلب النيوبيوم البنفسجي الداخلي الجزء المركزي من نمط "اختبار" تليفونكن تي05 أحادي اللون الذي استخدموه في الخمسينيات من القرن العشرين لمعايرة أجهزة التلفزيون. ويظهر الوجه الخلفي جزءًا من الكرة الأرضية في الخلفية على قلب النيوبيوم. أما في المقدمة فيمكن رؤية هوائي تلفزيوني صغير كان ضروريًا لجميع أجهزة التلفزيون التناظرية المبكرة لاستقبال الإشارة. وفي الدائرة الفضية الخارجية قاموا بتصوير العديد من المعالم البارزة في تاريخ التلفزيون: جهاز تلفزيون قديم وكاميرا قديمة وعائلة تستخدم جهاز التحكم عن بعد وأخيرًا غرفة التحكم في محطة تلفزيونية تؤدي إلى مجموعة من أطباق الأقمار الصناعية. ويمكنك أيضًا رؤية النص فيفتي يارا فرنزين ("50 عامًا من التلفزيون"). |                                              |                                       |                                       |  |
| |                                              |                                       |                                       |  |
| | ذكرى الـ60 عامًا من الجمهورية الثانية         |                                       |                                       |  |
| المصمم: هيلموت أندكسلنجر & هربرت فانر | المصمم: هيلموت أندكسلنجر & هربرت فانر        | دار سك العملة: مونزي أوستيريتش إيه جي | دار سك العملة: مونزي أوستيريتش إيه جي |  |
| القيمة: €10 | الجودة: متداول يو أن سي إثبات مجمد           | الكمية: 130,000 40,000 60,000         | قيمة الإصدار: ? €16.50 €22.00         |  |
| صادر في: 11 مايو 2005 | القطر: 32 مـم (1.26 بوصة)                    | الوزن: 17.3 غ (0.61 أونصة؛ 0.56 ozt)  | السبيكة: Ag 925 (فضة)                 |  |
| جزء من مجموعة "50 عامًا من الجمهورية الثانية". ويظهر على وجه العملة المعدنية صورة بالاس أثينا -إلهة الحكمة اليونانية- وهي تقف في مواجهة مبنى البرلمان في فيينا. فهي تمثل الجمهورية النمساوية ويحيط بها شعارات النبالة للمقاطعات الفيدرالية التسع. ويظهر على الوجه الخلفي للعملة مبنى البرلمان النمساوي مع سلسلة مكسورة تفصل بين حشد من المواطنين المبتهجين. وتظهر السلسلة المكسورة أيضًا على مخالب النسر الوطني النمساوي كرمز لتحرير النمسا. وتحت السلاسل المكسورة يمكن رؤية النص سكستي يارا زوايت ريبوبليك ("60 عامًا من الجمهورية الثانية"). |                                              |                                       |                                       |  |
| |                                              |                                       |                                       |  |
| | النشيد الأوروبي للودفيج فان بيتهوفن          |                                       |                                       |  |
| المصمم: هربرت فانر | المصمم: هربرت فانر                           | دار سك العملة: مونزي أوستيريتش إيه جي | دار سك العملة: مونزي أوستيريتش إيه جي |  |
| القيمة: €5 | السبيكة: Ag 800 (فضة)                        | الكمية: 275,000 125,000               | الجودة: متداول يو أن سي               |  |
| صادر في: 11 مايو 2005 | القطر: 28.5 مـم (1.12 بوصة)                  | الوزن: 10 غ (0.35 أونصة؛ 0.32 ozt)    | قيمة الإصدار: €9.00                   |  |
| يظهر على ظهر العملة المعدنية مسرح أم كارنتنرتور القديم. حيث يقع هذا المسرح عند بوابة كارينثيا التي كانت موجودة بالقرب من دار الأوبرا الحالية حتى عام 1870. وفي هذا المسرح عرضت السيمفونية التاسعة لبيتهوفن مع نشيد الفرح لأول مرة أمام الجمهور. كما يتضمن الجزء السفلي الأيمن من العملة المعدنية صورة لبيتهوفن بالإضافة إلى النوتات الافتتاحية للموضوع الكورالي من الحركة الرابعة من السيمفونية المذكورة. |                                              |                                       |                                       |  |
| |                                              |                                       |                                       |  |
| | سفينة الأميرال تيجيثوف والبعثة القطبية       |                                       |                                       |  |
| المصمم: توماس بيسيندورفر & هربرت فانر | المصمم: توماس بيسيندورفر & هربرت فانر        | دار سك العملة: مونزي أوستيريتش إيه جي | دار سك العملة: مونزي أوستيريتش إيه جي |  |
| القيمة: €20 | السبيكة: Ag 900 (فضة)                        | الكمية: 50,000                        | الجودة: إثبات مجمد                    |  |
| صادر في: 8 يونيو 2005 | القطر: 34 مـم (1.34 بوصة)                    | الوزن: 20 غ (0.71 أونصة؛ 0.64 ozt)    | قيمة الإصدار: €35.50                  |  |
| جزء من مجموعة "النمسا في أعالي البحار". يظهر الوجه الأمامي سفينة الأميرال تيجيتهوف -التي بنيت في بريمرهافن بألمانيا- خصيصًا للبعثة القطبية النمساوية المجرية. حيث تظهر السفينة في بداية الرحلة وهي تدخل المياه الباردة في الدائرة القطبية الشمالية. قاموا بتسمية السفينة على اسم أحد أشهر الأدميرالات النمساويين: فيلهلم فون تيجيتهوف. كانت الحملة بقيادة القائد البحري كارل ويبرشت والملازم الأول في المشاة يوليوس فون باير. ويظهر على ظهر العملة المعدنية مستكشفين يرتديان ملابس القطب الشمالي مع السفينة المتجمدة خلفهما. |                                              |                                       |                                       |  |
| |                                              |                                       |                                       |  |
| | أس أم أس سانت جورج                           |                                       |                                       |  |
| المصمم: توماس بيسيندورفر | المصمم: توماس بيسيندورفر                     | دار سك العملة: مونزي أوستيريتش إيه جي | دار سك العملة: مونزي أوستيريتش إيه جي |  |
| القيمة: €20 | السبيكة: Ag 900 (فضة)                        | الكمية: 50,000                        | الجودة: إثبات مجمد                    |  |
| صادر في: 14 سبتمبر 2005 | القطر: 34 مـم (1.34 بوصة)                    | الوزن: 20 غ (0.71 أونصة؛ 0.64 ozt)    | قيمة الإصدار: €35.50                  |  |
| جزء من مجموعة "النمسا في أعالي البحار". يظهر الوجه الأمامي الطراد المدرع أس أم أس سانت جورج وهو يبحر إلى ميناء نيويورك في 17 مايو 1907، ويمر أمام تمثال الحرية (الحرية تنير العالم). وقد كانت هذه الزيارة الأخيرة لسفينة بحرية نمساوية للولايات المتحدة. يُظهر الجانب الخلفي الترسانة البحرية بولا وهي إحدى القواعد البحرية الرئيسية للبحرية النمساوية المجرية منذ منتصف القرن التاسع عشر. ويمكن رؤية جزيرة الزيتون في المرفأ مع رصيفي البناء المغطيين المميزين. ويظهر القارب عرض مؤخرة ومراوح سانكت جورج في أحد الموانئ. في المقدمة تبحر باخرة أصغر. |                                              |                                       |                                       |  |
| |                                              |                                       |                                       |  |
| | إعادة افتتاح مسرح بورغ ودار الأوبرا عام 1955 |                                       |                                       |  |
| المصمم: هيلموت أندكسلنجر & هربرت فانر | المصمم: هيلموت أندكسلنجر & هربرت فانر        | دار سك العملة: مونزي أوستيريتش إيه جي | دار سك العملة: مونزي أوستيريتش إيه جي |  |
| القيمة: €10 | الجودة: متداول يو أن سي إثبات مجمد           | الكمية: 130,000 40,000 60,000         | قيمة الإصدار: ? €16.50 €22.00         |  |
| صادر في: 12 أكتوبر 2005 | القطر: 32 مـم (1.26 بوصة)                    | الوزن: 17.3 غ (0.61 أونصة؛ 0.56 ozt)  | السبيكة: Ag 925 (فضة)                 |  |
| جزء من مجموعة "50 عامًا II. الجمهورية". قاموا بتخصيص هذه العملة المعدنية للاحتفال بالذكرى الخمسين لإعادة افتتاح المسرح الوطني (بورغثياتير) والأوبرا الوطنية بعد إعادة بناؤها. بحيث يصور الوجه الأمامي المبنيين والمسرح الوطني خلف دار الأوبرا قليلاً. في الخلف يظهر رمزان نموذجيان للمسرح، وأقنعة الكوميديا والمأساة مع الكلمات ويديرارفنانغ فان بورغ آند أوبر ("إعادة افتتاح المسرح الوطني والأوبرا عام 1955"). |                                              |                                       |                                       |  |
| |                                              |                                       |                                       |  |
| | كنيسة شتاينهوف                               |                                       |                                       |  |
| المصمم: توماس بيسيندورفر & هيلموت أندكسلنجر | المصمم: توماس بيسيندورفر & هيلموت أندكسلنجر  | دار سك العملة: مونزي أوستيريتش إيه جي | دار سك العملة: مونزي أوستيريتش إيه جي |  |
| القيمة: €100 | السبيكة: Au 986 (ذهب)                        | الكمية: 30,000                        | الجودة: إثبات                         |  |
| صادر في: 9 نوفمبر 2005 | القطر: 30 مـم (1.18 بوصة)                    | الوزن: 16.22 غ (0.57 أونصة؛ 0.52 ozt) | قيمة الإصدار: €368.53                 |  |
| جزء من مجموعة "جوجيندستيل". يعطي الوجه رؤية منظورية للجانب الأيسر والباب الرئيسي لكنيسة شتاينهوف. على الجانب الخلفي، يمكن رؤية نافذة كولومان موسر الزجاجية الملونة فوق المدخل الرئيسي. وفي وسط النافذة يوجد الله الأب جالساً على العرش. النافذة محاطة بزوج من الملائكة البرونزية على طراز جوجيندستيل الذي صممه في الأصل أوثمار شيمكوفيتش. |                                              |                                       |                                       |  |

## عملة 2006
| | رئاسة الاتحاد الأوروبي                         |                                       |                                       |  |
| المصمم: هربرت فانر & هيلموت أندكسلنجر | المصمم: هربرت فانر & هيلموت أندكسلنجر          | دار سك العملة: مونزي أوستيريتش إيه جي | دار سك العملة: مونزي أوستيريتش إيه جي |  |
| القيمة: €5 | السبيكة: Ag 800 (فضة)                          | الكمية: 250,000 100,000               | الجودة: متداول يو أن سي               |  |
| صادر في: 18 يناير 2006 | القطر: 28.5 مـم (1.12 بوصة)                    | الوزن: 10 غ (0.35 أونصة؛ 0.32 ozt)    | قيمة الإصدار: €9.00                   |  |
| يظهر الوجه الخلفي قصر هوفبورغ الإمبراطوري في فيينا في ساحة "جوزيفسبلاتز". وتمثال الفارس ليوسف الثاني في وسطها. كما يمكن رؤية جناح هوفبورغ على اليمين والذي يحتوي على مدرسة الفروسية الإسبانية وريدوتنسيل. |                                                |                                       |                                       |  |
| |                                                |                                       |                                       |  |
| | فولفغانغ أماديوس موتسارت                       |                                       |                                       |  |
| المصمم: هيلموت أندكسلنجر & هربرت فانر | المصمم: هيلموت أندكسلنجر & هربرت فانر          | دار سك العملة: مونزي أوستيريتش إيه جي | دار سك العملة: مونزي أوستيريتش إيه جي |  |
| القيمة: €50 | السبيكة: Au 986 (ذهب)                          | الكمية: 50,000                        | الجودة: إثبات                         |  |
| صادر في: 1 فبراير 2006 | القطر: 22 مـم (0.87 بوصة)                      | الوزن: 10.14 غ (0.36 أونصة؛ 0.33 ozt) | قيمة الإصدار: €230.34                 |  |
| جزء من مجموعة "الملحنين العظماء". يظهر الوجه الأمامي منظرًا لشارع جيترايدغاسي (شارع الحبوب) في سالزبورغ. وفي المقدمة يظهر المنزل الذي ولد فيه موتسارت، بينما يمتد شارع جيترايدغاسي إلى اليمين. وفي الجهة الخلفية -على اليمين- توجد صورة لموتسارت. أما على اليسار وفي الخلفية يظهر والده -ليوبولد موزارت- وهو أيضًا موسيقي بارع. تعرف ليوبولد بسهولة على موهبة ابنه الموسيقية الفريدة، وأعطاه التعليمات والإرشادات المناسبة. تعتمد الصور على لوحات معاصرة. |                                                |                                       |                                       |  |
| |                                                |                                       |                                       |  |
| | الملاحة عبر الأقمار الصناعية الأوروبية         |                                       |                                       |  |
| المصمم: هربرت فانر & توماس بيسيندورفر | المصمم: هربرت فانر & توماس بيسيندورفر          | دار سك العملة: مونزي أوستيريتش إيه جي | دار سك العملة: مونزي أوستيريتش إيه جي |  |
| القيمة: €25 | السبيكة: Ag 900 (فضة) & 7.15g نيوب             | الكمية: 65,000                        | الجودة: يو أن سي                      |  |
| صادر في: 1 مارس 2006 | القطر: 34 مـم (1.34 بوصة)                      | الوزن: 17.15 غ (0.60 أونصة؛ 0.55 ozt) | قيمة السوق: €59.95                    |  |
| العملة المعدنية لها حلقة فضية و"حبة" من النيوبيوم ولونها بني ذهبي. في الوجه الأمامي،الجزء الداخلي من العملة المعدنية عبارة عن وردة بوصلة تُظهر جميع النقاط الأساسية. يُظهر النقش الموجود أعلاه إحداثيات الموقع الدقيق لدار السك النمساوية في فيينا. أما على الجانب الآخر فيصور جزء النيوبيوم أقمار الملاحة التي تدور حول الأرض. وتُظهر الحلقة وسائل نقل مختلفة (طائرة وسفينة حاويات وقطار وشاحنة) طورت الملاحة عبر الأقمار الصناعية من أجلها. |                                                |                                       |                                       |  |
| |                                                |                                       |                                       |  |
| | دير نونبيرج                                    |                                       |                                       |  |
| المصمم: توماس بيسيندورفر | المصمم: توماس بيسيندورفر                       | دار سك العملة: مونزي أوستيريتش إيه جي | دار سك العملة: مونزي أوستيريتش إيه جي |  |
| القيمة: €10 | الجودة: متداول يو أن سي إثبات مجمد             | الكمية: 130,000 40,000 60,000         | قيمة الإصدار: ? €24.20 €18.15         |  |
| صادر في: 5 إبريل 2006 | القطر: 32 مـم (1.26 بوصة)                      | الوزن: 17.3 غ (0.61 أونصة؛ 0.56 ozt)  | السبيكة: Ag 925 (فضة)                 |  |
| جزء من مجموعة "النمسا وشعبها – الجزء السادس". كانت هذه أول عملة من سلسلة "الأديرة العظيمة في النمسا". حيث يظهر دير البينديكتين في دير نونبيرج. وفي أعلى التل في الخلفية يمكن رؤية قلعة هوهنسالزبورغ وكنيسة كايتانر. ويظهر على الجانب الخلفي القبر المخصص للقديسة إرينتروديس وهي أول رئيسة للدير مع تمثال للقديسة. |                                                |                                       |                                       |  |
| |                                                |                                       |                                       |  |
| | الذكرى الـ 250 لميلاد فولفغانغ أماديوس موتسارت |                                       |                                       |  |
| المصمم: هربرت فانر & هيلموت أندكسلنجر | المصمم: هربرت فانر & هيلموت أندكسلنجر          | دار سك العملة: مونزي أوستيريتش إيه جي | دار سك العملة: مونزي أوستيريتش إيه جي |  |
| القيمة: €5 | السبيكة: Ag 800 (فضة)                          | الكمية: 375,000 125,000               | الجودة: متداول يو أن سي               |  |
| صادر في: 10 مايو 2006 | القطر: 28.5 مـم (1.12 بوصة)                    | الوزن: 10 غ (0.35 أونصة؛ 0.32 ozt)    | قيمة الإصدار: €9.00                   |  |
| في عام 2006 يحتفل العالم بالذكرى الـ250 لميلاد موزارت، وقد انضمت هذه العملة إلى هذا الاحتفال. تظهر صورة موزارت مع كاتدرائية سالزبورغ في الخلفية. العلامة الصغيرة المصممة من رمز € والنجمة الأوروبية تحدد العملة المعدنية كجزء من "سلسلة أوروبا" التي قامت العديد من بلدان الاتحاد بسكها. |                                                |                                       |                                       |  |
| |                                                |                                       |                                       |  |
| | البحرية التجارية النمساوية                     |                                       |                                       |  |
| المصمم: هيلموت أندكسلنجر & هربرت فانر | المصمم: هيلموت أندكسلنجر & هربرت فانر          | دار سك العملة: مونزي أوستيريتش إيه جي | دار سك العملة: مونزي أوستيريتش إيه جي |  |
| القيمة: €20 | السبيكة: Ag 900 (فضة)                          | الكمية: 50,000                        | الجودة: إثبات مجمد                    |  |
| صادر في: 7 يونيو 2006 | القطر: 34 مـم (1.34 بوصة)                      | الوزن: 20 غ (0.71 أونصة؛ 0.64 ozt)    | قيمة الإصدار: €35.50                  |  |
| جزء من مجموعة "النمسا في أعالي البحار". يظهر الوجه الأمامي أكبر وأسرع سفينة من نوع أمريكانا النمساوية وهي سفينة القيصر فرانز جوزيف الأول (التي سميت على اسم فرانز جوزيف الأول ملك النمسا) وهي تبحر خارج ترييستي. وفي الخلفية يمكن رؤية السفينة لويد برون وهي تصل إلى الميناء والمباني البحرية على الشاطئ. يظهر الجانب الخلفي رؤية واسعة لميناء ترييستي. حيث أن الميناء نفسه مليء بالسفن البخارية والسفن الشراعية. وفي المقدمة على اليمين يوجد شعار النبالة القديم لفيينا في زمن الإمبراطورية النمساوية المجرية. كما يمكن أيضًا قراءة النص هافن فون تريست ("ميناء ترييست") في هذا الجانب من العملة. |                                                |                                       |                                       |  |
| |                                                |                                       |                                       |  |
| | أس أم أس فيريبس يونايتس                        |                                       |                                       |  |
| المصمم: هيلموت أندكسلنجر & توماس بيسيندورفر | المصمم: هيلموت أندكسلنجر & توماس بيسيندورفر    | دار سك العملة: مونزي أوستيريتش إيه جي | دار سك العملة: مونزي أوستيريتش إيه جي |  |
| القيمة: €20 | السبيكة: Ag 900 (فضة)                          | الكمية: 50,000                        | الجودة: إثبات مجمد                    |  |
| صادر في: 13 سبتمبر 2006 | القطر: 34 مـم (1.34 بوصة)                      | الوزن: 20 غ (0.71 أونصة؛ 0.64 ozt)    | قيمة الإصدار: €35.50                  |  |
| كانت هذه العملة هي الأخيرة من سلسلة "النمسا في أعالي البحار". ويظهر الوجه الأمامي السفينة الرائدة فيريبس يونايتس كما نراها من على سطح سفينة مرافقة في الأسطول. كما يمكن رؤية سفينتين أخريين من فئة أقدم في الخلفية. والوجه الخلفي هو تكريم للبحرية الإمبراطورية النمساوية المجرية القديمة ويظهر نفس البارجة من زاوية أمامية. وتحلق طائرة بحرية ثنائية السطح في سماء المنطقة وتظهر غواصة في المقدمة. لا تحتفل هذه العملة المعدنية فقط بالسفينة فيريبس يونايتس بل أيضًا بالأسلحة الرئيسية الثلاثة للبحرية النمساوية المجرية في الحرب العالمية الأولى.                                                |                                                |                                       |                                       |  |
| |                                                |                                       |                                       |  |
| | دير غوتفايغ                                    |                                       |                                       |  |
| المصمم: هربرت فانر & توماس بيسيندورفر | المصمم: هربرت فانر & توماس بيسيندورفر          | دار سك العملة: مونزي أوستيريتش إيه جي | دار سك العملة: مونزي أوستيريتش إيه جي |  |
| القيمة: €10 | الجودة: متداول يو أن سي إثبات مجمد             | الكمية: 130,000 40,000 60,000         | قيمة الإصدار: ? €18.15 €24.20         |  |
| صادر في: 11 أكتوبر 2006 | القطر: 32 مـم (1.26 بوصة)                      | الوزن: 17.3 غ (0.61 أونصة؛ 0.56 ozt)  | السبيكة: Ag 925 (فضة)                 |  |
| جزء من مجموعة "النمسا وشعبها – الجزء السادس". ويظهر الوجه الأمامي الدير الكبير بأبراجه الشبيهة بالقلاع على قمة تل محاط بالأشجار وكروم العنب. ويظهر الوجه الخلفي السلالم الإمبراطورية المؤدية إلى شقق الدير الكبير. أعدت الشقق في جوتويج للإمبراطور تشارلز السادس. كما ويمكن رؤية صورته في المقدمة. |                                                |                                       |                                       |  |
| |                                                |                                       |                                       |  |
| | بوابة نهر فيينا                                |                                       |                                       |  |
| المصمم: هيلموت أندكسلنجر | المصمم: هيلموت أندكسلنجر                       | دار سك العملة: مونزي أوستيريتش إيه جي | دار سك العملة: مونزي أوستيريتش إيه جي |  |
| القيمة: €100 | السبيكة: Au 986 (ذهب)                          | الكمية: 30,000                        | الجودة: إثبات                         |  |
| صادر في: 8 نوفمبر 2006 | القطر: 30 مـم (1.18 بوصة)                      | الوزن: 16.22 غ (0.57 أونصة؛ 0.52 ozt) | قيمة الإصدار: €368.53                 |  |
| جزء من مجموعة "جوجيندستيل". قاموا ببناء بوابة النهر خلال الأعوام من 1903 إلى 1906 وافتتحت للجمهور في 15 نوفمبر 1906. واحتفالاً بالذكرى المئوية لتأسيسها في عام 2006 اختيرت البوابة لتكون الزخرفة الرئيسية لهذا الإصدار التذكاري من العملات المعدنية. حيث يصور الوجه الأمامي البوابة من جانبها الأكثر بروزاً، ويحيط بالمخرج النفق حيث يتدفق نهر فيينا إلى حديقة المدينة. ويظهر الوجه الخلفي إحدى السيدات اللواتي يقفن على جانبي المدخل القادم من الشارع. كما تشكل البوابة بأكملها أحد أجمل مشاهد جوجيندستيل التي يمكن العثور عليها في جميع أنحاء فيينا.                                              |                                                |                                       |                                       |  |

## عملة 2007
| | ذكرى ال100 عام من حق الاقتراع العام للذكور  |                                        |                                       |  |
| المصمم: هربرت فانر | المصمم: هربرت فانر                          | دار سك العملة: مونزي أوستيريتش إيه جي  | دار سك العملة: مونزي أوستيريتش إيه جي |  |
| القيمة: €5 | السبيكة: Ag 800 (فضة)                       | الكمية: 150,000 100,000                | الجودة: متداول يو أن سي               |  |
| صادر في: 10 يناير 2007 | القطر: 28.5 مـم (1.12 بوصة)                 | الوزن: 10 غ (0.35 أونصة؛ 0.32 ozt)     | قيمة الإصدار: €9.00                   |  |
| مع نهاية القرن التاسع عشر بدأ النصف النمساوي من النظام الملكي المزدوج في التحرك نحو الدستورية. وفي عام 1867 أنشئ نظاماً دستورياً يضم برلمانًا -وهو الرايخسرات-، كما قاموا بسن قانون الحقوق أيضًا. وسع نطاق حق التصويت في المجلس الأدنى للرايخستاغ تدريجيا حتى عام 1907، وذلك عند تقديم حق التصويت المتساوي لجميع المواطنين الذكور. يعتمد تصميم هذه العملة على صورة تاريخية لجلسة افتتاح البرلمان في عام 1907 بعد الانتخابات. الصورتان البيضاويتان في المقدمة هما للإمبراطور فرانز جوزيف وماكس فلاديمير فون بيك اللذين كانا مسؤولين عن تنفيذ الإصلاح.                                                                                         |                                             |                                        |                                       |  |
| |                                             |                                        |                                       |  |
| | جيرارد فان سويتن                            |                                        |                                       |  |
| المصمم: هيلموت أندكسلنجر | المصمم: هيلموت أندكسلنجر                    | دار سك العملة: مونزي أوستيريتش إيه جي  | دار سك العملة: مونزي أوستيريتش إيه جي |  |
| القيمة: €50 | السبيكة: Au 986 (ذهب)                       | الكمية: 50,000                         | الجودة: إثبات                         |  |
| صادر في: 31 يناير 2007 | القطر: 22 مـم (0.87 بوصة)                   | الوزن: 10.14 غ (0.36 أونصة؛ 0.33 ozt)  | قيمة الإصدار: €230.34                 |  |
| جزء من مجموعة "أطباء النمسا المشهورين". جيرارد فان سويتن أصلي من هولندا. وقد اختارته الإمبراطورة ماريا تيريزا كطبيبها الشخصي، ثم أصبح مؤسس أول مدرسة للطب في فيينا. إن إرثه لعالم الطب جعله الاختيار الأول لعملة أولى في هذه السلسلة الذهبية الجديدة "أطباء النمسا المشهورين". ويظهر الوجه الأمامي صورته وهو يحمل كتابًا. ويظهر على الوجه الخلفي منظر أكاديمية العلوم والنص المكتوب بخط اليد للإصلاح "خطة كلية الطب" وفرع من سويتينيا ماهاجوني. ويمكن أيضًا قراءة النص أكادمي در فيسينشافتن ("أكاديمية العلوم") في هذا الجانب من العملة.                                                                                                   |                                             |                                        |                                       |  |
| |                                             |                                        |                                       |  |
| | الطيران النمساوي                            |                                        |                                       |  |
| المصمم: هربرت فانر & توماس بيسيندورفر | المصمم: هربرت فانر & توماس بيسيندورفر       | دار سك العملة: مونزي أوستيريتش إيه جي  | دار سك العملة: مونزي أوستيريتش إيه جي |  |
| القيمة: €25 | السبيكة: Ag 900 (فضة) & 6.5g نيوب           | الكمية: 65,000                         | الجودة: يو أن سي                      |  |
| صادر في: 28 فبراير 2007 | القطر: 34 مـم (1.34 بوصة)                   | الوزن: 16.5 غ (0.58 أونصة؛ 0.53 ozt)   | قيمة الإصدار: €49.95                  |  |
| يُظهر الوجه منظرًا لقمرة القيادة لطائرة ركاب حديثة. بينما يظهر ظهر العملة المعدنية إيتريش تاوب بالإضافة إلى طائرة شراعية زانونيا وإيغو إيتريش وهو يجلس في قمرة القيادة المفتوحة للطائرة. |                                             |                                        |                                       |  |
| |                                             |                                        |                                       |  |
| | دير ميلك                                    |                                        |                                       |  |
| المصمم: توماس بيسيندورفر & هربرت فانر | المصمم: توماس بيسيندورفر & هربرت فانر       | دار سك العملة: مونزي أوستيريتش إيه جي  | دار سك العملة: مونزي أوستيريتش إيه جي |  |
| القيمة: €10 | الجودة: متداول يو أن سي إثبات مجمد          | الكمية: 130,000 40,000 60,000          | قيمة الإصدار: ? €18.15 €24.20         |  |
| صادر في: 18 إبريل 2007 | القطر: 32 مـم (1.26 بوصة)                   | الوزن: 17.3 غ (0.61 أونصة؛ 0.56 ozt)   | السبيكة: Ag 925 (فضة)                 |  |
| جزء من مجموعة "النمسا وشعبها – الجزء السادس". يظهر الوجه الأمامي منظرًا لواجهة كنيسة الدير وأجنحتها الجانبية من مستوى منخفض. ويمكنك رؤية البرجين الباروكيين التوأمين والقبة العظيمة للكنيسة خلفهما. في الزاوية اليمنى السفلية يمكن رؤية شعار النبالة الخاص بدير ميلك (مفاتيح القديس بطرس المتقاطعة). ويقدم الوجه الخلفي منظرًا للقبة المركزية للكنيسة رؤية للسماء، رسمها يوهان مايكل روتماير. قام بتعزيز التأثير ثلاثي الأبعاد الذي أنشأه النقاش من خلال صليب ميلكر (كما هو مكتوب على العملة المعدنية داس ميلكر كروز) في المقدمة. وهذا الصندوق الثمين من خزانة ميلك هو عمل فني يعود تاريخه إلى القرن الرابع عشر مصنوع من الذهب والمجوهرات. |                                             |                                        |                                       |  |
| |                                             |                                        |                                       |  |
| | كنيسة ماريازيل                              |                                        |                                       |  |
| المصمم: هربرت فانر & توماس بيسيندورفر | المصمم: هربرت فانر & توماس بيسيندورفر       | دار سك العملة: مونزي أوستيريتش إيه جي  | دار سك العملة: مونزي أوستيريتش إيه جي |  |
| القيمة: €5 | السبيكة: Ag 800 (فضة)                       | الكمية: 450,000 100,000                | الجودة: متداول يو أن سي               |  |
| صادر في: 9 مايو 2007 | القطر: 28.5 مـم (1.12 بوصة)                 | الوزن: 10 غ (0.35 أونصة؛ 0.32 ozt)     | قيمة الإصدار: €9.00                   |  |
| تقع كنيسة ماريازيل (المعروفة أيضًا باسم بازيليكا ماريا جيبورت أو بالإنجليزية "كنيسة ميلاد العذراء مريم") في مدينة ماريازيل وهي أهم وجهة للحج في النمسا وأحد أهم الوجهات في أوروبا. وفي الكنيسة يقومون بتكريم صورة خشبية عجيبة للسيدة العذراء مريم. تُظهر العملة المعدنية واجهة الكنيسة مع برجها القوطي المركزي المميز المحاط ببرجين على الطراز الباروكي. |                                             |                                        |                                       |  |
| |                                             |                                        |                                       |  |
| | سكة حديد الإمبراطور فرديناند الشمالية       |                                        |                                       |  |
| المصمم: توماس بيسيندورفر & هيلموت أندكسلنجر | المصمم: توماس بيسيندورفر & هيلموت أندكسلنجر | دار سك العملة: مونزي أوستيريتش إيه جي  | دار سك العملة: مونزي أوستيريتش إيه جي |  |
| القيمة: €20 | السبيكة: Ag 900 (فضة)                       | الكمية: 50,000                         | الجودة: إثبات مجمد                    |  |
| صادر في: 13 يونيو 2007 | القطر: 34 مـم (1.34 بوصة)                   | الوزن: 20 غ (0.71 أونصة؛ 0.64 ozt)     | قيمة الإصدار: €37.95                  |  |
| جزء من مجموعة "السكك الحديدية النمساوية". يظهر على وجه العملة المعدنية "النمسا" أول قاطرة تعمل في الإمبراطورية. في الخلفية تصطف عربات الفئات الأولى والثانية والثالثة. ويصور الوجه الخلفي مشهد قطار تجره قاطرة بخارية تعمل بمحرك أجاكس يعبر الجسر فوق نهر الدانوب في أول رحلة عامة من محطة السكك الحديدية الشمالية في فيينا إلى دويتش-فاجرام في 6 يناير 1838. وقد أحدث السباق ضجة كبيرة حيث شاهده وهتف له حشود من سكان فيينا على طول طريقه. كما يمكن أيضًا قراءة النص كايزر-فرديناند-نوردبان ("سكة حديد الإمبراطور فرديناند الشمالية") في هذا الجانب من العملة.                                                                           |                                             |                                        |                                       |  |
| |                                             |                                        |                                       |  |
| | السكك الحديدية الجنوبية فيينا-ترييست        |                                        |                                       |  |
| المصمم: هربرت فانر & توماس بيسيندورفر | المصمم: هربرت فانر & توماس بيسيندورفر       | دار سك العملة: مونزي أوستيريتش إيه جي  | دار سك العملة: مونزي أوستيريتش إيه جي |  |
| القيمة: €20 | السبيكة: Ag 900 (فضة)                       | الكمية: 50,000                         | الجودة: إثبات مجمد                    |  |
| صادر في: 12 سبتمبر 2007 | القطر: 34 مـم (1.34 بوصة)                   | الوزن: 20 غ (0.71 أونصة؛ 0.64 ozt)     | قيمة الإصدار: €37.95                  |  |
| جزء من مجموعة "السكك الحديدية النمساوية". يظهر الوجه الأمامي قاطرة "شتاينبروك" مع أحد الجسور النموذجية لسكة حديد سميرنج في الخلفية. ويمكن رؤية محرك "شتاينبروك" اليوم في المتحف التقني في فيينا. وهي أقدم قاطرة موجودة بنيت في النمسا، حيث قاموا ببناؤها في عام 1848 لصالح السكك الحديدية الجنوبية. ويظهر الوجه الخلفي مدينة ترييست الساحلية مع قاطرة من النوع 17سي372 تخرج من الجسر المؤدي إلى محطة السكة الحديدية. وفي الخلفية يمكن رؤية السفن الشراعية. |                                             |                                        |                                       |  |
| |                                             |                                        |                                       |  |
| | دير القديس بولس في لافانتال                 |                                        |                                       |  |
| المصمم: توماس بيسيندورفر & هربرت فانر | المصمم: توماس بيسيندورفر & هربرت فانر       | دار سك العملة: مونزي أوستيريتش إيه جي  | دار سك العملة: مونزي أوستيريتش إيه جي |  |
| القيمة: €10 | الجودة: متداول يو أن سي إثبات مجمد          | الكمية: 130,000 40,000 60,000          | قيمة الإصدار: ? €18.15 €24.20         |  |
| صادر في: 10 أكتوبر 2007 | القطر: 32 مـم (1.26 بوصة)                   | الوزن: 17.3 غ (0.61 أونصة؛ 0.56 ozt)   | السبيكة: Ag 925 (فضة)                 |  |
| جزء من مجموعة "النمسا وشعبها – الجزء السادس". ويعرض الوجه الأمامي منظرًا لمباني الدير الواقعة على التل المشجر فوق المدينة. ويظهر الوجه الخلفي البوابة الجنوبية للكنيسة التي بنيت في عام 1618. |                                             |                                        |                                       |  |
| |                                             |                                        |                                       |  |
| | لينك وينزيل 38                              |                                        |                                       |  |
| المصمم: توماس بيسيندورفر & هيلموت أندكسلنجر | المصمم: توماس بيسيندورفر & هيلموت أندكسلنجر | دار سك العملة: مونزي أوستيريتش إيه جي  | دار سك العملة: مونزي أوستيريتش إيه جي |  |
| القيمة: €100 | السبيكة: Au 986 (ذهب)                       | الكمية: 30,000                         | الجودة: إثبات                         |  |
| صادر في: 7 نوفمبر 2007 | القطر: 30 مـم (1.18 بوصة)                   | الوزن: 16.227 غ (0.57 أونصة؛ 0.52 ozt) | قيمة الإصدار: €368.53                 |  |
| جزء من مجموعة "جوجيندستيل". ويظهر الوجه الأمامي المبنى بزواياه المستديرة التي تربط بين الجناحين. ويحيط بالزاوية المستديرة من الأعلى نصفين أنثويين من أعمال النحات أوتمار شيمكوفيتز. ويظهر الوجه الخلفي المصعد الموجود في قاعة الدرج في المنزل، وبوابته الحديدية والسياج المزخرف بأرقى تصميمات جوجيندستيل. بينما على الجانب الأيسر من العملة المعدنية توجد عينة مركبة من الميداليات الذهبية لكولومان موسر. |                                             |                                        |                                       |  |

## عملة 2008
| | إجناز فيليب سيملفيس |                                       |                                       |  |
| المصمم: توماس بيسيندورفر | المصمم: توماس بيسيندورفر | دار سك العملة: مونزي أوستيريتش إيه جي | دار سك العملة: مونزي أوستيريتش إيه جي |  |
| القيمة: €50 | السبيكة: Au 986 (ذهب) | الكمية: 50,000                        | الجودة: إثبات                         |  |
| صادر في: 30 يناير 2008 | القطر: 22 مـم (0.87 بوصة) | الوزن: 10.14 غ (0.36 أونصة؛ 0.33 ozt) | قيمة الإصدار: €249.00                 |  |
| جزء من مجموعة "أطباء النمسا المشهورين". ويظهر على الوجه صورة الطبيب البارز إجناز فيليب سيميلويس، إلى جانب عصا أسكليبيوس وهي شعار السلسلة بأكملها. ويظهر على الجانب الخلفي منظر واسع للمستشفى العام القديم في فيينا حيث كان سيميلويس يعمل في عيادة الولادة. وعلى اليمين هناك منظر لطبيبين ينظفان أيديهما، على ما يبدو قبل فحص المريض. وأيضًا صُوِر النص ألجيماينز كرانكنهاوس فيينا ("مستشفى فيينا العام") على هذا الجانب من العملة. | |                                       |                                       |  |
| | |                                       |                                       |  |
| | كرة القدم (عملتان معدنيتان) |                                       |                                       |  |
| المصمم: هيلموت أندكسلنجر & توماس بيسيندورفر | المصمم: هيلموت أندكسلنجر & توماس بيسيندورفر | دار سك العملة: مونزي أوستيريتش إيه جي | دار سك العملة: مونزي أوستيريتش إيه جي |  |
| القيمة: €5 | السبيكة: Ag 800 (فضة) | الكمية: 225,000 100,000               | الجودة: متداول يو أن سي               |  |
| صادر في: 27 فبراير 2008 | القطر: 28.5 مـم (1.12 بوصة) | الوزن: 10 غ (0.35 أونصة؛ 0.32 ozt)    | قيمة الإصدار: €18.00 (two coins)      |  |
| | قاموا بسك هاتين العملتين احتفالاً باستضافة بطولة أوروبا بين البلدين. لأول مرة تُسك عملتين معدنيتين واحدة منهما تكمل الأخرى (في هذه الحالة على وجه الخصوص المنظر إلى الملعب). وتعبر كلتا العملتين عن الجانب العاطفي للرياضة. كما تُظهر إحدى العملات المعدنية لاعبين يقومون بالمراوغة، بينما تُظهر العملة المعدنية الأخرى مهاجمًا يحاول الوصول إلى الكرة. وفي الخلفية يمكن رؤية المشجعين وهم يلوحون بلافتة. حيث تظهر في هذه القطع جميع الملاعب الثمانية التي استضافت نهائيات كأس العالم 2008. |                                       |                                       |  |
| | |                                       |                                       |  |
| | ضوء ساحر |                                       |                                       |  |
| المصمم: هربرت فانر | المصمم: هربرت فانر | دار سك العملة: مونزي أوستيريتش إيه جي | دار سك العملة: مونزي أوستيريتش إيه جي |  |
| القيمة: €25 | السبيكة: Ag 900 (فضة) & 6.5g نيوب | الكمية: 65,000                        | الجودة: يو أن سي                      |  |
| صادر في: 12 مارس 2008 | القطر: 34 مـم (1.34 بوصة) | الوزن: 16.5 غ (0.58 أونصة؛ 0.53 ozt)  | قيمة الإصدار: €44.55                  |  |
| يوجد على الوجه الأمامي مشهد من أواخر القرن التاسع عشر عندما كانت اختراعات ويلسباخ جديدة تمامًا. رجل يشعل فانوس غاز أمام مبنى بلدية فيينا. يحتوي الوجه الخلفي على صورة جزئية لويلسباخ على الجانب الأيسر. وتشرق الشمس في وسط حبة النيوبيوم الخضراء، بينما تنتشر عدة طرق للإضاءة من ضوء الغاز عبر المصابيح الكهربائية وأضواء النيون وغيرها إلى مصابيح الليد الحديثة المنتشرة حول الحلقة الفضية. | |                                       |                                       |  |
| | |                                       |                                       |  |
| | كلوسترنويبرغ |                                       |                                       |  |
| المصمم: توماس بيسيندورفر | المصمم: توماس بيسيندورفر | دار سك العملة: مونزي أوستيريتش إيه جي | دار سك العملة: مونزي أوستيريتش إيه جي |  |
| القيمة: €10 | الجودة: متداول يو أن سي إثبات مجمد | الكمية: 130,000 40,000 60,000         | قيمة الإصدار: ? €18.15 €24.20         |  |
| صادر في: 16 إبريل 2008 | القطر: 32 مـم (1.26 بوصة) | الوزن: 17.3 غ (0.61 أونصة؛ 0.56 ozt)  | السبيكة: Ag 925 (فضة)                 |  |
| جزء من مجموعة "النمسا وشعبها – الجزء السادس". يُظهر الوجه منظرًا للدير من منحدرات ليوبولدسبيرج في جبال الألب. كما يمكن رؤية الرومانسكية-القوطية الرومانية بالإضافة إلى القبة النحاسية مع التاج الإمبراطوري. ويظهر الوجه الخلفي الأديرة القوطية مع نافذة من الزجاج الملون للقديس ليوبولد في المقدمة. | |                                       |                                       |  |
| | |                                       |                                       |  |
| | الذكرى المئوية لميلاد هربرت فون كاراجان |                                       |                                       |  |
| المصمم: هيلموت أندكسلنجر & توماس بيسيندورفر | المصمم: هيلموت أندكسلنجر & توماس بيسيندورفر | دار سك العملة: مونزي أوستيريتش إيه جي | دار سك العملة: مونزي أوستيريتش إيه جي |  |
| القيمة: €5 | الجودة: متداول يو أن سي | الكمية: 150,000 100,000               | قيمة الإصدار: ? €9.00                 |  |
| صادر في: 9 مايو 2008 | القطر: 28.5 مـم (1.12 بوصة) | الوزن: 10 غ (0.35 أونصة؛ 0.32 ozt)    | السبيكة: Ag 800 (فضة)                 |  |
| تُظهر العملة الفضية ذات التسعة أوجه -على الجانب الخلفي- كاراجان في إحدى وضعياته الديناميكية النموذجية أثناء القيادة. وفي الخلفية توجد نوتة موسيقية للسيمفونية التاسعة لبيتهوفن. | |                                       |                                       |  |
| | |                                       |                                       |  |
| | بيل إيبوك |                                       |                                       |  |
| المصمم: توماس بيسيندورفر & هيلموت أندكسلنجر | المصمم: توماس بيسيندورفر & هيلموت أندكسلنجر | دار سك العملة: مونزي أوستيريتش إيه جي | دار سك العملة: مونزي أوستيريتش إيه جي |  |
| القيمة: €20 | الجودة: إثبات مجمد | الكمية: 50,000                        | قيمة الإصدار: €34.50                  |  |
| صادر في: 11 يونيو 2008 | القطر: 34 مـم (1.34 بوصة) | الوزن: 20 غ (0.71 أونصة؛ 0.64 ozt)    | السبيكة: Ag 900 (فضة)                 |  |
| جزء من مجموعة "السكك الحديدية النمساوية". يظهر على الوجه قاطرة البخار كي كي أس تي بي 310 (التي طورها كارل جولسدورف وهو مهندس قاطرات عظيم). يصور الوجه الخلفي قاعة محطة السكك الحديدية الثانية في فيينا الشمالية. وعلى اليسار يوجد قطار يتوقف عند منصة الوصول. بينما في المقدمة توجد سيدة ترتدي ملابس على الطراز القديم، ترمز إلى العصر الجميل للسفر بالسكك الحديدية. | |                                       |                                       |  |
| | |                                       |                                       |  |
| | سكة حديد الإمبراطورة إليزابيث الغربية |                                       |                                       |  |
| المصمم: هربرت فانر & توماس بيسيندورفر | المصمم: هربرت فانر & توماس بيسيندورفر | دار سك العملة: مونزي أوستيريتش إيه جي | دار سك العملة: مونزي أوستيريتش إيه جي |  |
| القيمة: €20 | الجودة: إثبات مجمد | الكمية: 50,000                        | قيمة الإصدار: €34.50                  |  |
| صادر في: 10 سبتمبر 2008 | القطر: 34 مـم (1.34 بوصة) | الوزن: 20 غ (0.71 أونصة؛ 0.64 ozt)    | السبيكة: Ag 900 (فضة)                 |  |
| جزء من مجموعة "السكك الحديدية النمساوية". يظهر الوجه الأمامي قاطرة البخار كي كي أس تي بي 306.01 وهي تعبر جسرًا للسكك الحديدية على خط سكة حديد الإمبراطورة إليزابيث (المعروف الآن باسم خط السكة الحديدية الغربي). افتُتح القسم الأول من الخط بين فيينا ولينز في عام 1858 قبل أن يمتد إلى ميونيخ، وطورت القاطرة الموضحة على يد كارل جولسدورف في عام 1908. يظهر على الجانب الخلفي منظر لقاعة الركاب في محطة السكك الحديدية الأولى في فيينا الغربية. حيث كان أسلوب هذا المبنى مستوحى من المدرسة التاريخية الرومانسية. وعلى يمين العملة يمكن رؤية تمثال الإمبراطورة إليزابيث. ولا يزال هذا التمثال قائماً حتى يومنا هذا في المحطة. | |                                       |                                       |  |
| | |                                       |                                       |  |
| | دير سيكاو |                                       |                                       |  |
| المصمم: هربرت فانر & توماس بيسيندورفر | المصمم: هربرت فانر & توماس بيسيندورفر | دار سك العملة: مونزي أوستيريتش إيه جي | دار سك العملة: مونزي أوستيريتش إيه جي |  |
| القيمة: €10 | الجودة: إثبات مجمد غير متداول واستثنائي متداول | الكمية: 60,000 40,000 130,000         | قيمة الإصدار: €22.00 €16.50 –         |  |
| صادر في: 8 أكتوبر 2008 | القطر: 32 مـم (1.26 بوصة) | الوزن: 16 غ (0.56 أونصة؛ 0.51 ozt)    | السبيكة: Ag 925 (فضة)                 |  |
| جزء من مجموعة "الأديرة العظيمة في النمسا". يظهر الوجه الأمامي منظرًا واسعًا لدير سيكاو باتجاه الغرب. وتقع في وسط المدينة البازيليكا الرومانية العظيمة ببرجيها الضخمين المحيطين بالمباني الرهبانية الباروكية. ويظهر الوجه الخلفي منظرًا من المدخل الرئيسي للكنيسة إلى المذبح العالي، حيث يمكن تصوير مجموعة الصلب في العصور الوسطى معلقة على أربع سلاسل ضخمة. يقع دير سيكاو في مقاطعة ستيريا. حيث تأسس الدير عام 1142 وكان مقر الأسقفية في ستيريا حتى عام 1782 وذلك عندما قام الإمبراطور جوزيف الثاني بإلغاء الدير ونقل مقر الأسقفية إلى جراتس. وبعد مرور مئة عام قام الرهبان البينديكتين من دير بيورون الألماني بشراء الدير واستعيدت الحياة الرهبانية في سيكاو. قاموا باستبدال السقف الخشبي الأصلي بالسقف القوطي الحالي بعد الحريق الذي وقع في عام 1259. | |                                       |                                       |  |
| | |                                       |                                       |  |
| | التاج الإمبراطوري للإمبراطورية الرومانية المقدسة |                                       |                                       |  |
| المصمم: توماس بيسيندورفر | المصمم: توماس بيسيندورفر | دار سك العملة: مونزي أوستيريتش إيه جي | دار سك العملة: مونزي أوستيريتش إيه جي |  |
| القيمة: €100 | السبيكة: Au 986 (ذهب) | الكمية: 30,000                        | الجودة: إثبات                         |  |
| صادر في: 5 نوفمبر 2008 | القطر: 30 مـم (1.18 بوصة) | الوزن: 16 غ (0.56 أونصة؛ 0.51 ozt)    | قيمة الإصدار: €385.00                 |  |
| أول عملة من سلسلة "تيجان بيت هابسبورغ" وهي سلسلة من العملات الذهبية مكونة من خمسة أجزاء. يظهر على الوجه الأمامي التاج الإمبراطوري للإمبراطورية الرومانية المقدسة. هذا التاج الإمبراطوري ذو الشكل الثماني مصنوع من الذهب والأحجار الكريمة وقد صنع خصيصًا لتتويج الإمبراطور أوتو الأول في عام 962. ويظهر الوجه الخلفي الإمبراطور أوتو الأول مع كاتدرائية القديس بطرس القديمة في روما في الخلفية حيث القيام بتتويجه. | |                                       |                                       |  |

## 2008 أوروبا تالر
| | أوروبا تالر 2008                      |                                          |                                       |  |
| المصمم: توماس بيسيندورفر & هربرت فانر | المصمم: توماس بيسيندورفر & هربرت فانر | دار سك العملة: مونزي أوستيريتش إيه جي    | دار سك العملة: مونزي أوستيريتش إيه جي |  |
| القيمة: غير متوفر N/A | السبيكة: Ag 999 (فضة)                 | الكمية: 1                                | الجودة: إثبات                         |  |
| صادر في: يونيو 2008 | القطر: 360 مـم (14.17 بوصة)           | الوزن: 20.08 كـغ (44.27 رطل؛ 645.59 ozt) | قيمة الإصدار: غير متوفر N/A           |  |
| قاموا بإطلاق أكبر ميدالية عملة فضية في العالم في هول إن تيرول. وقد عرض للجمهور بمناسبة بطولة أوروبا لكرة القدم 2008 في النمسا وسويسرا. يعود تاريخ التصميم الموجود على وجه الميدالية إلى خمسة قرون. قبل خمسمائة عام في ترينت توج القيصر ماكسيميليان الأول نفسه إمبراطورًا، وأصدرت دار سك العملة عملة تذكارية في هال. حيث يوجد نقش على هذا الجانب: MAXIMILIANVS DEI GRA[tia] ROM[anorum] IMP[erator] SEMP[er] AVG[vstvs] ARCHIDVX AVSTRIE ("ماكسيميليان بفضل الله إمبراطور الرومان إلى الأبد أغسطس أرشيدوق النمسا"). وهذا هو أقدم استخدام معروف لكلمة أوروبا على عملة معدنية. الصورة الموجودة على الوجه الأمامي تتوافق مع وقت تتويج ماكسيميليان في عام 1508. ويظهر الإمبراطور راكبًا على حصان مرتديًا درعًا، ويحمل في يده لافتة تحمل الرمز الإمبراطوري النسر المزدوج. ويظهر الوجه الخلفي شخصيات مهمة في تاريخ أوروبا. يمكننا بسهولة تمييز ملامح: مارتن لوثر الذي يرمز إلى الانتقال من العصور الوسطى إلى العصر الحديث، وإصلاحه الذي أثر على المشهد الديني والروحي في أوروبا، وأنتونيو فيفالدي الذي يجسد أهمية الحياة الثقافية الأوروبية، وجيمس وات مخترع أول محرك بخاري في القرن الثامن عشر، والذي يمثل التصنيع في أوروبا وعصر الابتكار التقني، وبرثا فون سوتنر الحائزة على جائزة نوبل للسلام. بين المشاهد التي تصور عمل هؤلاء الأوروبيين البارزين يوجد برج رمز دار سك العملة. النجوم رمز الوحدة الأوروبية وتحيط بالبرج وترمز إلى الانتقال إلى الاتحاد الأوروبي في القرن الحادي والعشرين. كما صور النص اللاتيني PLVRIVMQ(ve) EUROPE PROVINCIAR[um] REX ET PRINCEPS POTENTISIM[us] ("من العديد من البلدان الأوروبية الملك والأمير الأقوى") على هذا الجانب من الميدالية. |                                       |                                          |                                       |  |
| |                                       |                                          |                                       |  |
| | أوروبا تالر 2008                      |                                          |                                       |  |
| المصمم: توماس بيسيندورفر & هربرت فانر | المصمم: توماس بيسيندورفر & هربرت فانر | دار سك العملة: مونزي أوستيريتش إيه جي    | دار سك العملة: مونزي أوستيريتش إيه جي |  |
| القيمة: غير متوفر N/A | السبيكة: Ag 999 (فضة)                 | الكمية: 2008                             | الجودة: Patinated and Enamelled       |  |
| صادر في: يونيو 2008 | القطر: 60 مـم (2.36 بوصة)             | الوزن: 120 غ (4.23 أونصة؛ 3.86 ozt)      | قيمة الإصدار: €108                    |  |
| كما تسك نسخ خاصة من عملة أوروبا تالر 2008 احتفالاً بهذه المناسبة. إن تصميم النسخ المتماثلة هو نفسه تمامًا ولكن قلص حجمه بشكل كبير. |                                       |                                          |                                       |  |

## عملات معدنية 2009
وفيما يلي جدول إصدارات العام المقبل.
| | الذكرى المئوية الثانية لوفاة جوزيف هايدن        |                                                 |                                       |                                        |
| المصمم: هيلموت أندكسلنجر | المصمم: هيلموت أندكسلنجر                        | دار سك العملة: مونزي أوستيريتش إيه جي           | دار سك العملة: مونزي أوستيريتش إيه جي |                                        |
| القيمة: €5 | السبيكة: Ag 800 (فضة)                           | الكمية: 450,000 100,000                         | الجودة: متداول يو أن سي استثنائي      |                                        |
| صادر في: 14 يناير 2009 | القطر: 28.5 مـم (1.12 بوصة)                     | الوزن: 8 غ (0.28 أونصة؛ 0.26 ozt)               | قيمة الإصدار: €8                      |                                        |
| ويظهر على الوجه الخلفي للعملة صورة للملحن الشهير. ويمتد على صدره شريط من موسيقاه مع تاريخ "2009"، بينما على اليمين هناك كمانان يحملان اسمه "جوزيف هايدن" وتواريخ حياته (1732-1809). كما يعرض الوجه الرسمي للعملة المعدنية ذات التسعة أوجه دروع المقاطعات الفيدرالية التسع في النمسا وفئة الـ5 يورو. |                                                 |                                                 |                                       |                                        |
| |                                                 |                                                 |                                       |                                        |
| | ثيودور بيلروث                                   |                                                 |                                       |                                        |
| المصمم: هيلموت أندكسلنجر & هربرت فانر | المصمم: هيلموت أندكسلنجر & هربرت فانر           | دار سك العملة: مونزي أوستيريتش إيه جي           | دار سك العملة: مونزي أوستيريتش إيه جي |                                        |
| القيمة: €50 | السبيكة: Au 986 (ذهب)                           | الكمية: 50,000                                  | الجودة: إثبات                         |                                        |
| صادر في: 11 فبراير 2009 | القطر: 22 مـم (0.87 بوصة)                       | الوزن: 10 غ (0.35 أونصة؛ 0.32 ozt)              | قيمة الإصدار: €258                    |                                        |
| ستكون هذه العملة جزءًا من سلسلة "أطباء النمسا المشهورين" ولد ثيودور بيلروث في جزيرة روجن بألمانيا عام 1829 ودرس الطب في جوتنجن وبرلين وفيينا. بينما كان رائدًا في تقنيات التشغيل المختلفة في جراحة البطن، وأدرك دور البكتيريا كسبب للحمى الرضحية بعد الجراحة. ومن خلال تقديم المطهرات نجح بيلروث في تعزيز السلامة المستقبلية لجميع غرف العمليات. أما في عام 1879 فقد أسس دار رودولفينر في فيينا لتدريب ليس فقط الأطباء والجراحين ولكن أيضًا الممرضات. توفي في عام 1894 عن عمر يناهز 64 عامًا. في وجه العملة المعدنية عرضت صورة بيلروث، إلى جانب عصا أسكليبيوس وسنوات ميلاده ووفاته. وعلى الجانب الخلفي يوجد تصوير له وهو يمارس الجراحة. في الجزء السفلي الأيسر من العملة المعدنية يمكن رؤية مستشفى رودولفينر. قاموا بكتابة النص "دير بيلروث شيهورسول" باللغة الألمانية على طول الجزء السفلي من العملة المعدنية. |                                                 |                                                 |                                       |                                        |
| |                                                 |                                                 |                                       |                                        |
| | السنة الدولية لعلم الفلك                        |                                                 |                                       |                                        |
| المصمم: هربرت فانر | المصمم: هربرت فانر                              | دار سك العملة: مونزي أوستيريتش إيه جي           | دار سك العملة: مونزي أوستيريتش إيه جي |                                        |
| القيمة: €25 | السبيكة: Ag 900 (فضة) & النيوبيوم               | الكمية: 65,000                                  | الجودة: يو أن سي استثنائي             |                                        |
| صادر في: 11 مارس 2009 | القطر: 34 مـم (1.34 بوصة)                       | الوزن: 9 غ (0.32 أونصة؛ 0.29 ozt)               | قيمة الإصدار: €41                     |                                        |
| موضوع هذه العملة هو السنة الدولية لعلم الفلك 2009. ويحتفل أيضًا بالذكرى السنوية الـ 400 لاختراع تلسكوب جاليليو الذي استخدم في عام 1609 لمراقبة القمر. ويظهر على الوجه جزء من صورة جاليليو جاليلي (1564-1642) وتلسكوبه. كما تظهر الخلفية إحدى رسوماته الأولى لسطح القمر، وكان أول من أبلغ عن الجبال والحفر القمرية. في الحلقة الفضية صورت تلسكوبات أخرى: تلسكوب إسحاق نيوتن والمرصد في دير كريمسمونستر والتلسكوب الحديث وتلسكوب راديوي وتلسكوب فضائي. ويظهر الوجه الخلفي قمرًا صناعيًا يقوم بالتحقيق في سطح القمر. كما يصور الخاتم الفضي جزءًا من الأرض مع شمس مشرقة. لون النيوبيوم فيل هو الأصفر الذهبي ويمثل الشمس. |                                                 |                                                 |                                       |                                        |
| |                                                 |                                                 |                                       |                                        |
| غير متوفر N/A | بازيليسك فيينا                                  | بازيليسك فيينا                                  | بازيليسك فيينا                        | بازيليسك فيينا                         |
| غير متوفر N/A | المصمم: توماس بيسيندورفر                        | المصمم: توماس بيسيندورفر                        | دار سك العملة: مونزي أوستيريتش إيه جي | دار سك العملة: مونزي أوستيريتش إيه جي  |
| غير متوفر N/A | القيمة: €10                                     | السبيكة: Ag 925 (فضة)                           | الكمية: 130,000 30,000 40,000         | الجودة: متداول يو أن سي استثنائي إثبات |
| غير متوفر N/A | صادر في: 15 إبريل 2009                          | القطر: 32 مـم (1.26 بوصة)                       | الوزن: 16 غ (0.56 أونصة؛ 0.51 ozt)    | قيمة الإصدار: غير متوفر                |
| ستكون هذه العملة جزءًا من سلسلة "الحكايات والأساطير في النمسا". |                                                 |                                                 |                                       |                                        |
| |                                                 |                                                 |                                       |                                        |
| | مقاتلو المقاومة التيرولية 1809                  |                                                 |                                       |                                        |
| المصمم: غير متوفر | المصمم: غير متوفر                               | دار سك العملة: مونزي أوستيريتش إيه جي           | دار سك العملة: مونزي أوستيريتش إيه جي |                                        |
| القيمة: €5 | السبيكة: Ag 800 (فضة)                           | الكمية: 150,000 100,000                         | الجودة: متداول يو أن سي استثنائي      |                                        |
| صادر في: 6 مايو 2009 | القطر: 28.5 مـم (1.12 بوصة)                     | الوزن: 8 غ (0.28 أونصة؛ 0.26 ozt)               | قيمة الإصدار: غير متوفر               |                                        |
| غير متوفر |                                                 |                                                 |                                       |                                        |
| |                                                 |                                                 |                                       |                                        |
| غير متوفر N/A | السكك الحديدية الكهربائية                       | السكك الحديدية الكهربائية                       | السكك الحديدية الكهربائية             | السكك الحديدية الكهربائية              |
| غير متوفر N/A | المصمم: توماس بيسيندورفر, هربرت فانر            | المصمم: توماس بيسيندورفر, هربرت فانر            | دار سك العملة: مونزي أوستيريتش إيه جي | دار سك العملة: مونزي أوستيريتش إيه جي  |
| غير متوفر N/A | القيمة: €20                                     | السبيكة: Ag 900 (فضة)                           | الكمية: 50,000                        | الجودة: إثبات                          |
| غير متوفر N/A | صادر في: 17 يونيو 2009                          | القطر: 34 مـم (1.34 بوصة)                       | الوزن: 18 غ (0.63 أونصة؛ 0.58 ozt)    | قيمة الإصدار: غير متوفر                |
| This coin will be part of the series "Austrian Railways". |                                                 |                                                 |                                       |                                        |
| |                                                 |                                                 |                                       |                                        |
| غير متوفر N/A | سكة حديد المستقبل                               | سكة حديد المستقبل                               | سكة حديد المستقبل                     | سكة حديد المستقبل                      |
| غير متوفر N/A | المصمم: توماس بيسيندورفر, ماج. هيلموت أندكسلنجر | المصمم: توماس بيسيندورفر, ماج. هيلموت أندكسلنجر | دار سك العملة: مونزي أوستيريتش إيه جي | دار سك العملة: مونزي أوستيريتش إيه جي  |
| غير متوفر N/A | القيمة: €20                                     | السبيكة: Ag 900 (فضة)                           | الكمية: 50,000                        | الجودة: إثبات                          |
| غير متوفر N/A | صادر في: 9 سبتمبر 2009                          | القطر: 34 مـم (1.34 بوصة)                       | الوزن: 18 غ (0.63 أونصة؛ 0.58 ozt)    | قيمة الإصدار: غير متوفر                |
| ستكون هذه العملة المعدنية جزءًا من سلسلة "السكك الحديدية النمساوية". |                                                 |                                                 |                                       |                                        |
| |                                                 |                                                 |                                       |                                        |
| غير متوفر N/A | ريتشارد قلب الأسد في دورنشتاين                  | ريتشارد قلب الأسد في دورنشتاين                  | ريتشارد قلب الأسد في دورنشتاين        | ريتشارد قلب الأسد في دورنشتاين         |
| غير متوفر N/A | المصمم: توماس بيسيندورفر                        | المصمم: توماس بيسيندورفر                        | دار سك العملة: مونزي أوستيريتش إيه جي | دار سك العملة: مونزي أوستيريتش إيه جي  |
| غير متوفر N/A | القيمة: €10                                     | السبيكة: Ag 925 (فضة)                           | الكمية: 130,000 30,000 40,000         | الجودة: متداول يو أن سي استثنائي إثبات |
| غير متوفر N/A | صادر في: 7 أكتوبر 2009                          | القطر: 32 مـم (1.26 بوصة)                       | الوزن: 16 غ (0.56 أونصة؛ 0.51 ozt)    | قيمة الإصدار: غير متوفر                |
| ستكون هذه العملة جزءًا من سلسلة "الحكايات والأساطير في النمسا". |                                                 |                                                 |                                       |                                        |
| |                                                 |                                                 |                                       |                                        |
| غير متوفر N/A | تاج الأرشيدوق                                   | تاج الأرشيدوق                                   | تاج الأرشيدوق                         | تاج الأرشيدوق                          |
| غير متوفر N/A | المصمم: ماج. هيلموت أندكسلنجر                   | المصمم: ماج. هيلموت أندكسلنجر                   | دار سك العملة: مونزي أوستيريتش إيه جي | دار سك العملة: مونزي أوستيريتش إيه جي  |
| غير متوفر N/A | القيمة: €100                                    | السبيكة: Au 986 (ذهب)                           | الكمية: 30,000                        | الجودة: إثبات                          |
| غير متوفر N/A | صادر في: 4 نوفمبر 2009                          | القطر: 30 مـم (1.18 بوصة)                       | الوزن: 16 غ (0.56 أونصة؛ 0.51 ozt)    | قيمة الإصدار: غير متوفر                |
| ستكون هذه العملة جزءًا من سلسلة "تيجان بيت هابسبورغ". |                                                 |                                                 |                                       |                                        |

## الملاحظات
1. ↑  تُعرف المعادن الثمينة في شكلها السائب باسم السبائك، وتُتداول في أسواق السلع الأساسية. يمكن صب معادن السبائك في سبائك أو سكها في عملات معدنية. السمة المميزة للسبائك هي أنهم يقومون بتقييمها من خلال كتلتها ونقاوتها وليس من خلال قيمتها الاسمية كنقود.
2. ↑  "Different types of euro coins". المفوضية الأوروبية. مؤرشف من الأصل في 2008-02-16. اطلع عليه بتاريخ 2008-06-24.
3. ↑  "Current Coin Programme of Münze Österreich AG". مؤرشف من الأصل في 2025-05-18.
4. 1 2  "The Vienna Philharmonic Coin". The Austrian Mint. مؤرشف من الأصل في 2011-05-31. اطلع عليه بتاريخ 2008-07-29.
5. ↑  There is no official thickness, this has been physically calculated.
6. 1 2 3 4 5 6 7 8 9 10 11 12 13 14 15  "Euro Gold and Silver Coins". Muntplaats Online Shop. مؤرشف من الأصل في 2008-10-08. اطلع عليه بتاريخ 2008-07-07.
7. ↑  "The Christian Religious Orders coin". Austrian Mint. مؤرشف من الأصل في 2010-09-22. اطلع عليه بتاريخ 2008-07-07.
8. ↑  There are contradictions, even within the Austrian Mint, about the mintage quality of the gold coins. For this particular 50-euro gold coin, the Austrian Mint, in three different publications, has declared different quality types: Proof in the "Austrian Mint web site". مؤرشف من الأصل في 2010-09-22. اطلع عليه بتاريخ 2008-04-03., Special Uncirculated in the "Austrian Flyer". مؤرشف من الأصل في 2010-09-22. اطلع عليه بتاريخ 2008-04-03. and UNC in the "Austrian Mint 2002 program announcement". مؤرشف من الأصل في 2010-09-22. اطلع عليه بتاريخ 2008-07-07.
9. 1 2 3 4 5 6 7 8 9 10 11 12 13 14 15 16 17 18 19 20 21 22 23 24 25 26 27 28 29 30 31 32 33 34 35 36 37 38 39 40 41 42 43 44 45 46 47  "Austrian Gold and Silver Coins". Austrian Mint Online Shop. مؤرشف من الأصل في 2011-05-31. اطلع عليه بتاريخ 2008-07-07.
10. ↑  "The Christian Religious Orders coin". eurocoins.com. مؤرشف من الأصل في 2012-07-31. اطلع عليه بتاريخ 2008-07-07.
11. ↑  "St. Benedict of Nursia". Catholic Online. مؤرشف من الأصل في 2025-04-25. اطلع عليه بتاريخ 2008-07-31.
12. ↑  "St. Scholastica". St. Benedict Parish. مؤرشف من الأصل في 2012-02-24. اطلع عليه بتاريخ 2008-07-31.
13. ↑  "Ambras Castle coin". Austrian Mint. مؤرشف من الأصل في 2010-09-24. اطلع عليه بتاريخ 2008-07-07.
14. ↑  "250 Years Vienna Zoo coin". Austrian Mint. مؤرشف من الأصل في 2010-09-22. اطلع عليه بتاريخ 2008-07-07.
15. ↑  This price is for the four issues of the Zoo series, three coins in Austrian schillings and one in euro.
16. ↑  "The Renaissance (Ferdinand I.) coin". Austrian Mint. مؤرشف من الأصل في 2010-09-22. اطلع عليه بتاريخ 2008-07-07.
17. ↑  "Eggenberg Palace coin". Austrian Mint. مؤرشف من الأصل في 2011-05-31. اطلع عليه بتاريخ 2008-07-07.
18. ↑  "Baroque coin". Austrian Mint. مؤرشف من الأصل في 2010-09-24. اطلع عليه بتاريخ 2008-07-07.
19. ↑  "Sculpture coin". Austrian Mint. مؤرشف من الأصل في 2010-09-22. اطلع عليه بتاريخ 2008-07-07.
20. ↑  "Sculpture coin". eurocoins.com. مؤرشف من الأصل في 2013-01-22. اطلع عليه بتاريخ 2008-07-07.
21. ↑  "700 Years of City of Hall in Tyrol coin". Austrian Mint. مؤرشف من الأصل في 2010-09-22. اطلع عليه بتاريخ 2008-07-07.
22. ↑  "700 Years of City of Hall in Tyrol coin". Austrian Mint. مؤرشف من الأصل في 2010-09-22. اطلع عليه بتاريخ 2008-07-07.
23. ↑  "Christian Charity coin". Austrian Mint. مؤرشف من الأصل في 2010-09-24. اطلع عليه بتاريخ 2008-07-07.
24. ↑  "Christian Charity coin". eurocoins.com. مؤرشف من الأصل في 2012-07-29. اطلع عليه بتاريخ 2008-07-07.
25. ↑  "The Castle of Schlosshof coin". Austrian Mint. مؤرشف من الأصل في 2008-03-28. اطلع عليه بتاريخ 2008-07-07.
26. ↑  "Water power coin". Austrian Mint. مؤرشف من الأصل في 2010-09-22. اطلع عليه بتاريخ 2008-07-07.
27. ↑  "The Biedermeier Period coin". Austrian Mint. مؤرشف من الأصل في 2010-09-24. اطلع عليه بتاريخ 2008-07-07.
28. ↑  "The Post-War Period coin". Austrian Mint. مؤرشف من الأصل في 2010-09-22. اطلع عليه بتاريخ 2008-07-07.
29. ↑  "The Palace of Schoenbrunn coin". Austrian Mint. مؤرشف من الأصل في 2010-09-22. اطلع عليه بتاريخ 2008-07-07.
30. ↑  "Painting coin". Austrian Mint. مؤرشف من الأصل في 2010-09-22. اطلع عليه بتاريخ 2008-07-07.
31. ↑  "EU Enlargement coin". Austrian Mint. مؤرشف من الأصل في 2010-09-22. اطلع عليه بتاريخ 2008-07-07.
32. ↑  "150 Years Semmering Alpine Railway coin". Austrian Mint. مؤرشف من الأصل في 2011-07-21. اطلع عليه بتاريخ 2008-07-07.
33. ↑  "Joseph Haydn coin". Austrian Mint. مؤرشف من الأصل في 2010-09-24. اطلع عليه بتاريخ 2008-07-07.
34. ↑  "Joseph Haydn coin". eurocoins.com. مؤرشف من الأصل في 2013-01-22. اطلع عليه بتاريخ 2008-07-07.
35. ↑  "The Castle of Hellbrunn coin". Austrian Mint. مؤرشف من الأصل في 2010-09-22. اطلع عليه بتاريخ 2008-07-07.
36. ↑  "100 Years Football coin". Austrian Mint. مؤرشف من الأصل في 2010-09-22. اطلع عليه بتاريخ 2008-07-07.
37. ↑  "S.M.S. Novara coin". Austrian Mint. مؤرشف من الأصل في 2010-09-22. اطلع عليه بتاريخ 2008-07-07.
38. ↑  "S.M.S. Erzherzog Ferdinand Max coin". Austrian Mint. مؤرشف من الأصل في 2010-09-24. اطلع عليه بتاريخ 2008-07-07.
39. ↑  "The Castle of Artstetten coin". Austrian Mint. مؤرشف من الأصل في 2010-09-22. اطلع عليه بتاريخ 2008-07-07.
40. ↑  "Secession coin". Austrian Mint. مؤرشف من الأصل في 2010-09-22. اطلع عليه بتاريخ 2008-07-07.
41. ↑  "100 Years of Skiing coin". Austrian Mint. مؤرشف من الأصل في 2010-09-24. اطلع عليه بتاريخ 2008-07-07.
42. ↑  "Ludwig van Beethoven coin". Austrian Mint. مؤرشف من الأصل في 2010-09-24. اطلع عليه بتاريخ 2008-07-07.
43. ↑  "50 Years Television coin". Austrian Mint. مؤرشف من الأصل في 2010-09-24. اطلع عليه بتاريخ 2008-07-07.
44. ↑  "60 Years Second Republic coin". Austrian Mint. مؤرشف من الأصل في 2010-09-24. اطلع عليه بتاريخ 2008-07-07.
45. ↑  "The European Anthem-Ludwig van Beethoven coin". Austrian Mint. مؤرشف من الأصل في 2010-09-22. اطلع عليه بتاريخ 2008-07-07.
46. ↑  "Admiral Tegetthoff-The Polar Expedition coin". Austrian Mint. مؤرشف من الأصل في 2010-09-24. اطلع عليه بتاريخ 2008-07-07.
47. ↑  "S.M.S. Sankt Georg coin". Austrian Mint. مؤرشف من الأصل في 2010-09-24. اطلع عليه بتاريخ 2008-07-07.
48. ↑  "Re-opening of Burgtheater and Opera 1955 coin". Austrian Mint. مؤرشف من الأصل في 2010-09-22. اطلع عليه بتاريخ 2008-07-07.
49. ↑  "Steinhof Church coin". Austrian Mint. مؤرشف من الأصل في 2010-09-22. اطلع عليه بتاريخ 2008-07-07.
50. ↑  "EU Presidency coin". Austrian Mint. مؤرشف من الأصل في 2010-09-22. اطلع عليه بتاريخ 2008-07-07.
51. ↑  "Wolfgang Amadeus Mozart coin". Austrian Mint. مؤرشف من الأصل في 2010-09-22. اطلع عليه بتاريخ 2008-07-07.
52. ↑  "European Satellite Navigation coin". Austrian Mint. مؤرشف من الأصل في 2010-09-22. اطلع عليه بتاريخ 2008-07-07.
53. ↑  "Nonnberg Abbey coin". Austrian Mint. مؤرشف من الأصل في 2010-09-24. اطلع عليه بتاريخ 2008-07-07.
54. ↑  "250th Birthday Wolfgang Amadeus Mozart coin". Austrian Mint. مؤرشف من الأصل في 2010-09-22. اطلع عليه بتاريخ 2008-07-07.
55. ↑  "The Austrian Merchant Navy coin". Austrian Mint. مؤرشف من الأصل في 2010-09-24. اطلع عليه بتاريخ 2008-07-07.
56. ↑  "S.M.S. Viribus Unitis coin". Austrian Mint. مؤرشف من الأصل في 2011-05-31. اطلع عليه بتاريخ 2008-07-07.
57. ↑  "Göttweig Abbey coin". Austrian Mint. مؤرشف من الأصل في 2010-09-24. اطلع عليه بتاريخ 2008-07-07.
58. ↑  "River Wien Gate coin". Austrian Mint. مؤرشف من الأصل في 2010-09-24. اطلع عليه بتاريخ 2008-07-07.
59. ↑  "100 Years Universal Male Suffrage coin". Austrian Mint. مؤرشف من الأصل في 2010-09-22. اطلع عليه بتاريخ 2008-07-07.
60. ↑  "Gerard van Swieten coin". Austrian Mint. مؤرشف من الأصل في 2010-09-24. اطلع عليه بتاريخ 2008-07-07.
61. ↑  "Austrian Aviation coin". Austrian Mint. مؤرشف من الأصل في 2010-09-22. اطلع عليه بتاريخ 2008-07-07.
62. ↑  "Melk Abbey coin". Austrian Mint. مؤرشف من الأصل في 2010-09-22. اطلع عليه بتاريخ 2008-07-07.
63. ↑  "Mariazell coin". Austrian Mint. مؤرشف من الأصل في 2011-05-31. اطلع عليه بتاريخ 2008-07-07.
64. ↑  "Emperor Ferdinand's North Railway coin". Austrian Mint. مؤرشف من الأصل في 2010-09-22. اطلع عليه بتاريخ 2008-07-07.
65. ↑  "South Railways Vienna-Triest coin". Austrian Mint. مؤرشف من الأصل في 2010-09-22. اطلع عليه بتاريخ 2008-07-07.
66. ↑  "St. Paul im Lavanttal coin". Austrian Mint. مؤرشف من الأصل في 2010-09-24. اطلع عليه بتاريخ 2008-07-07.
67. ↑  "Linke Wienzeile Nr. 38 coin". Austrian Mint. مؤرشف من الأصل في 2007-11-14. اطلع عليه بتاريخ 2008-07-07.
68. ↑  "Ignaz Philipp Semmelweis coin". Austrian Mint. مؤرشف من الأصل في 2010-09-22. اطلع عليه بتاريخ 2008-07-07.
69. ↑  "Soccer coin one". Austrian Mint. مؤرشف من الأصل في 2010-09-24. اطلع عليه بتاريخ 2008-07-07.
70. ↑  "Soccer coin two". Austrian Mint. مؤرشف من الأصل في 2010-09-24. اطلع عليه بتاريخ 2008-07-07.
71. ↑  "Fascination Light 25 Euro Silver Niobium Coin". Muenze Oesterreich AG – Austrian Mint (بالإنجليزية والألمانية). فيينا، النمسا: Austrian Mint. 2008. Archived from the original on 2019-04-21. Retrieved 2019-04-21. The technology developed by Austrian lighting pioneer Carl Auer von Welsbach is still in use in billions of light bulbs around the world today. The stunning 2008 edition 25 euro silver niobium coin celebrates the 150th anniversary of his birth.... Born in Vienna in 1858, chemist and entrepreneur Carl Auer von Welsbach was one of the key figures in the development of the gas lamp. The obverse of this coin therefore shows...such a lamp being lit outside Vienna's neo-gothic city hall.... The reverse depicts the sun, the ultimate source of light, a portrait of Carl Auer von Welsbach and, in the فضة إسترلينية outer ring, the evolution of lighting technology
72. ↑  "Klosterneuburg coin". Austrian Mint. مؤرشف من الأصل في 2010-09-22. اطلع عليه بتاريخ 2008-07-07.
73. ↑  "100th Birthday of Herbert von Karajan coin". Austrian Mint. مؤرشف من الأصل في 2010-09-22. اطلع عليه بتاريخ 2008-07-07.
74. ↑  "Belle Epoque coin". Austrian Mint. مؤرشف من الأصل في 2011-05-31. اطلع عليه بتاريخ 2008-07-07.
75. ↑  "Empress Elisabeth Western Railway coin". Austrian Mint. مؤرشف من الأصل في 2011-05-31. اطلع عليه بتاريخ 2008-08-19.
76. ↑  "Seckau Abbey coin". Austrian Mint. مؤرشف من الأصل في 2011-05-31. اطلع عليه بتاريخ 2008-09-09.
77. ↑  "The Crown of the Holy Roman Empire coin". Austrian Mint. مؤرشف من الأصل في 2011-05-31. اطلع عليه بتاريخ 2008-10-01.
78. 1 2  "Hall in Tirol presents the biggest silver medal-coin in the world". Easier Travel. مؤرشف من الأصل في 2008-08-29. اطلع عليه بتاريخ 2008-07-07.
79. 1 2  The taler does not have a face value, because it is considered a medal-coin.
80. ↑  This mega-coin is not for sale, is currently under exhibition in the Hall Mint Museum.
81. ↑  "Hall in Tirol presents the biggest silver medal-coin in the world". Easier Travel. مؤرشف من الأصل في 2008-08-29. اطلع عليه بتاريخ 2008-07-07.
82. ↑  "The Europe Taler Coin". The Europe Taler Web Site. مؤرشف من الأصل في 2011-05-31. اطلع عليه بتاريخ 2008-07-07.
83. ↑  "2008 Europe Taler Replica details". The Europe Taler Web Site. مؤرشف من الأصل في 2012-02-13. اطلع عليه بتاريخ 2008-07-07.
84. ↑  "Issuing Programme 2009". Münze Österreich AG. مؤرشف من الأصل في 2011-05-31. اطلع عليه بتاريخ 2009-10-14.
85. ↑  "200th Anniversiary of the Death of Joseph Haydn Commemorative Coin". Austrian Mint. مؤرشف من الأصل في 2011-05-31. اطلع عليه بتاريخ 2008-12-16.
86. ↑  "200th anniversary of the death J. Haydn Commemorative Coin". Austrian Mint. اطلع عليه بتاريخ 2008-12-16.[وصلة مكسورة]
87. ↑  "Theodor Billroth 50 Euro Gold Coin". Austrian Mint. مؤرشف من الأصل في 2022-03-12. اطلع عليه بتاريخ 2021-01-12.
88. ↑  "50 Euro gold coin Theodor Billroth". Austrian Mint. اطلع عليه بتاريخ 2009-01-23.[وصلة مكسورة]
89. ↑  "Year of Astronomy Commemorative Coin". Austrian Mint. مؤرشف من الأصل في 2011-05-31. اطلع عليه بتاريخ 2009-02-03.
90. ↑  "Year of Astronomy coin". Austrian Mint. اطلع عليه بتاريخ 2009-02-03.[وصلة مكسورة]
91. 1 2 3 4 5 6 7 8 9 10 11 12 13  This information has not been released to the public yet
92. 1 2  "10 Euro Silver Proof Coin – The Basilisk of Vienna". www.muenzeoesterreich.at. مؤرشف من الأصل في 2022-05-26. اطلع عليه بتاريخ 2019-02-23.
93. ↑  "The Electric Railway 20 Euro Silver coin". www.muenzeoesterreich.at. مؤرشف من الأصل في 2019-02-24. اطلع عليه بتاريخ 2019-02-23.
94. ↑  "20 Euro Silver coin – The Railway of the Future". www.muenzeoesterreich.at. مؤرشف من الأصل في 2019-02-24. اطلع عليه بتاريخ 2019-02-23.
95. ↑  "10 Euro Silver Coin Richard the Lionheart". www.muenzeoesterreich.at. مؤرشف من الأصل في 2022-05-19. اطلع عليه بتاريخ 2019-02-23.
96. ↑  "The Archducal Crown of Austria 100 Euro Gold Coin". www.muenzeoesterreich.at. مؤرشف من الأصل في 2019-02-24. اطلع عليه بتاريخ 2019-02-23.